# Carl Gustav Jung
Carl Gustav Jung (/ˈjʊŋ/; nascido em Kesswil, Turgóvia, Suíça, 26 de julho de 1875 – Küsnacht, Zurique, Suíça, 6 de junho de 1961) foi um psiquiatra e psicoterapeuta suíço, fundador da psicologia analítica. Com um legado influente nos campos da psiquiatria, psicologia, filosofia, ciência da religião e literatura, criou alguns dos mais conhecidos conceitos psicológicos, incluindo a distinção entre personalidade extrovertida e introvertida, as ideias de arquétipo e de inconsciente coletivo, bem como a noção de sincronicidade. A classificação de personalidade MBTI foi postumamente desenvolvida a partir das suas teorias. Juntamente com Freud, foi um dos mais respeitados pensadores do seu tempo, sendo hoje amplamente conotado como um dos mais influentes psicólogos de sempre.
Via a psique humana como "de natureza simbólica" e fez desse simbolismo o foco de suas explorações. Ele é um dos maiores estudiosos contemporâneos de análise de sonhos e simbolização. Embora exercesse sua profissão como médico e se considerasse um cientista pautado no método empírico naturalista, muito do trabalho de sua vida foi dedicado a explorar e aplicar também noções típicas das ciências humanas, tais como a antropologia, sociologia, mitologia e as religiões comparadas, além de áreas tangenciais à ciência, incluindo a filosofia oriental e ocidental, alquimia e astrologia, bem como a literatura e as artes. Seu interesse pela filosofia e ocultismo levaram muitos a vê-lo como um místico.
Foi também, durante 50 anos (1905-1955), sócio da marca de relógios IWC Schaffhausen, herdada pela sua esposa, Emma.

## Vida

### Juventude

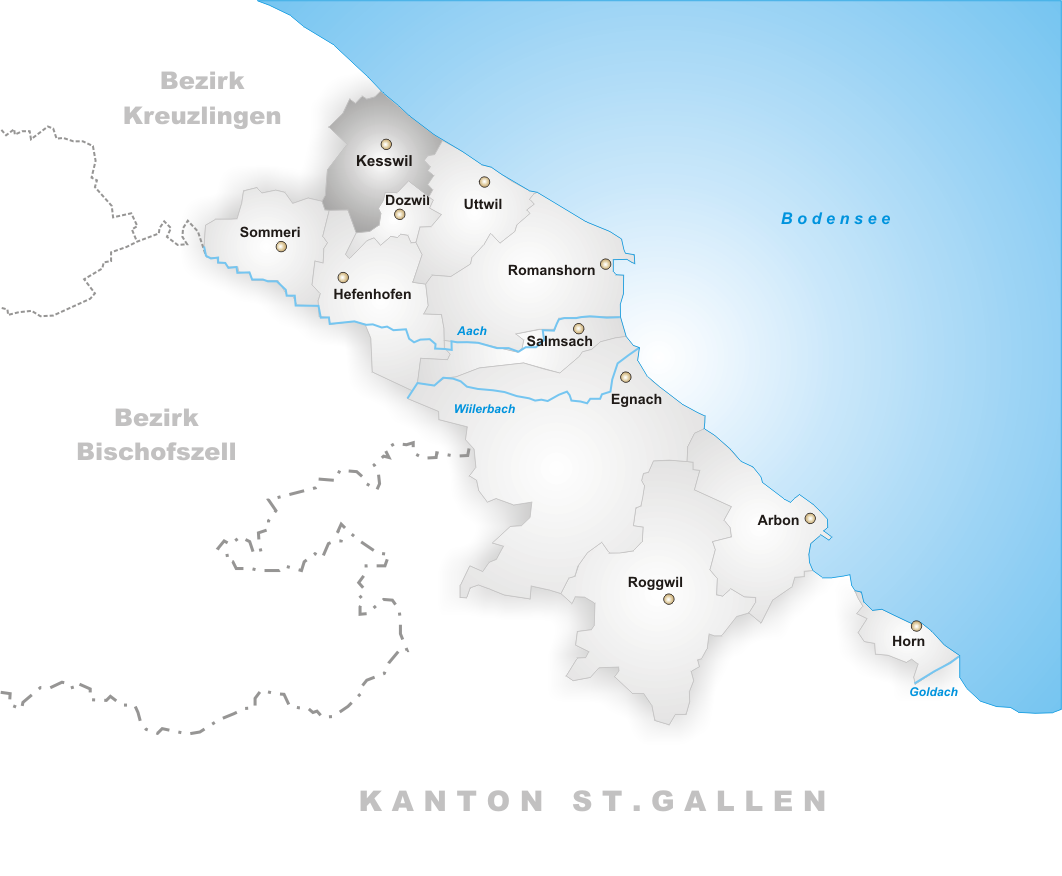
Kesswil, a cidade natal de Jung.

Os assuntos com que Jung ocupou-se surgiram em parte do seu fundo pessoal, que é vividamente descrito em sua "autobiografia", "Memórias, Sonhos, Reflexões" (1961). Ao longo de sua vida, Jung experimentou sonhos periódicos e visões com notáveis características mitológicas e religiosas, os quais despertaram o seu interesse por mitos, sonhos e a psicologia da religião. Ao lado destas experiências, certos fenômenos parapsicológicos emergiam, sempre para lhe redobrar o espanto e o questionamento.
Por muitos anos, Jung sentiu possuir duas personalidades separadas: um ego público, exterior, que era envolvido com o mundo familiar, e um eu interno, secreto, que tinha uma proximidade especial para com Deus. Ele reconhecia ter herdado isso de sua mãe, que tinha a notável capacidade de "ver homens e coisas tais como são". A interação entre esses egos foi o tema central da sua vida pessoal e contribuiu mais tarde para a sua ênfase no esforço do indivíduo para integração e inteireza.
Seis meses após seu nascimento, os pais de Jung mudaram-se de Kesswill (cantão da Turgóvia), à beira do lago de Constança, e foram morar no presbitério do castelo de Laufen, que domina as quedas do Reno.

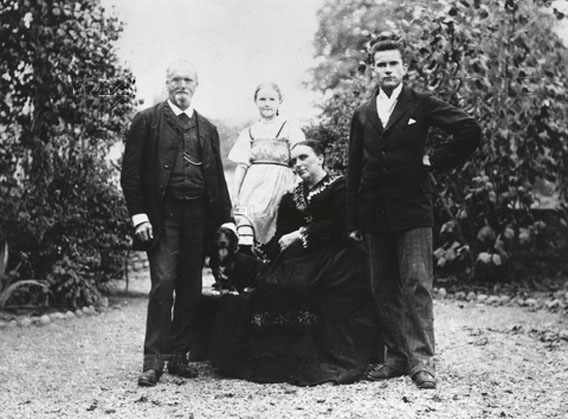
Foto de família com seu pai Paul Achilles, sua irmã Johanna Gertrud e sua mãe Emilie Preiswerk, por volta de 1896.

O pai, um reverendo, deixou-lhe, como herança, uma fé cega que se mantinha a muito custo com o sacrifício da compreensão. A tarefa do filho seria responder a ele com uma fé renovada, baseada justamente no conhecimento tão rejeitado. Além disso, Jung viria a usar as escrituras como referência para a experiência interior de Deus, não como dogmas estáticos à espera de devoção muda, castradores do desenvolvimento pessoal. Ele lamentava que, à religião, faltasse o empirismo, o que alimentaria a sede da personalidade, e que, às ciências naturais, que também tanto o fascinavam devido ao envolvimento com a realidade concreta, faltasse o significado, que saciaria a personalidade.
Os dois aspectos, religião e ciência, não se tocavam, daí sua constante insatisfação, devido ao desencontro das duas instâncias interiores. E foi dessa tentativa de saciar tanto um aspecto quanto o outro, de fazer justiça ao ser como um todo, que decidiu formar-se em psiquiatria: "Lá estava o campo comum da experiência dos dados biológicos e dados espirituais, que até então eu buscara inutilmente. Tratava-se, enfim, do lugar em que o encontro da natureza e do espírito se torna realidade".

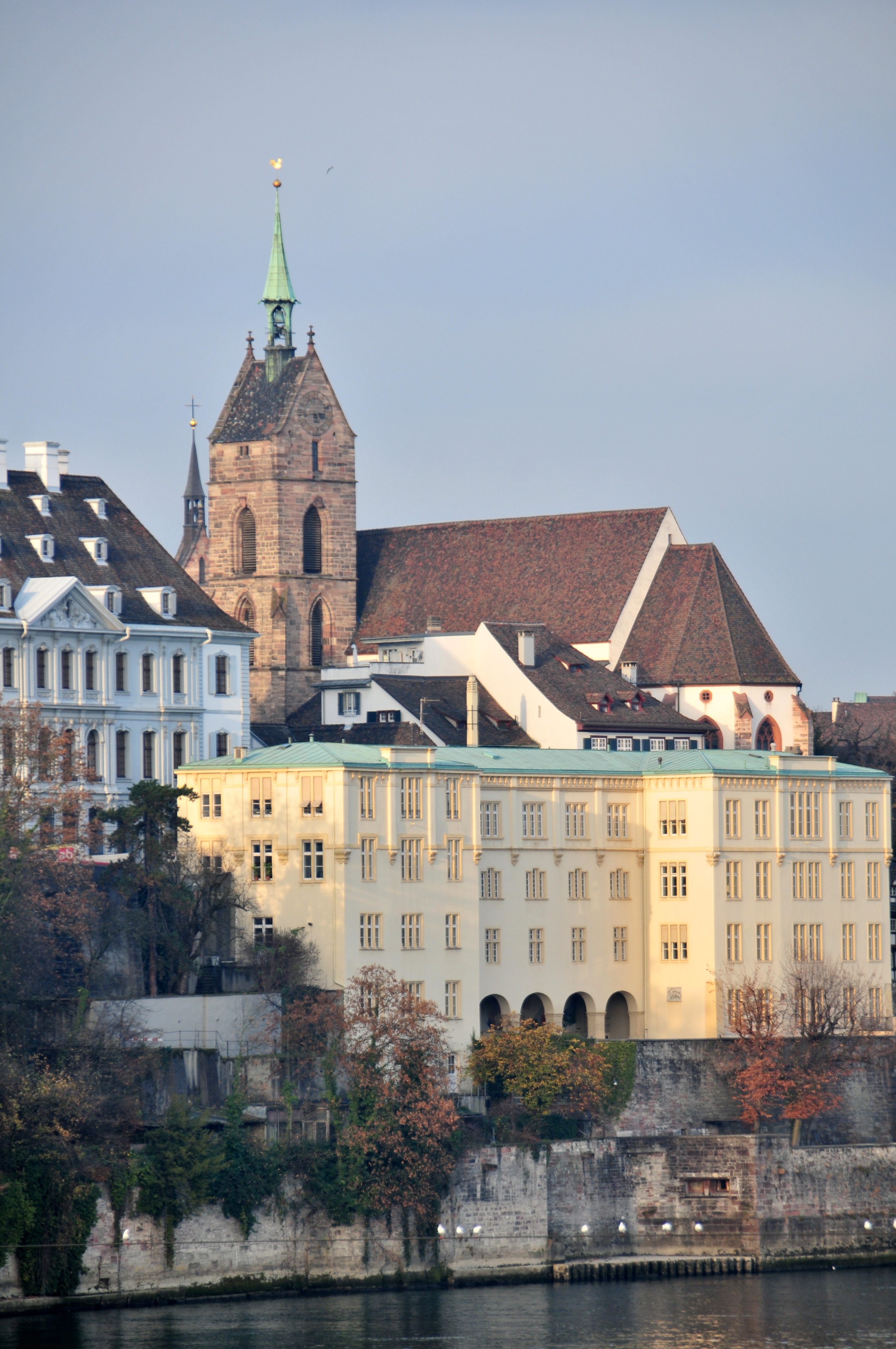
Antiga Universidade de Basileia.

Ao longo da sua juventude, interessou-se por filosofia e por literatura, especialmente pelas obras de Pitágoras, Empédocles, Heráclito, Platão, Kant e Goethe. Seu interesse pelos ensaios de filósofos como Von Hartmann e Nietzsche também foi profundo. Em sua "autobiografia", ele descreve a abordagem deste último à obra Assim falou Zaratustra como uma experiência chocante, comparável apenas à que teve inspirada pelo Fausto de Goethe. Uma das suas maiores revelações seria a obra de Schopenhauer. Jung concordava com o irracionalismo que este autor concedia à natureza humana, embora discordasse das soluções por ele apresentadas.
Por influência de sua família, principalmente da parte materna, Jung teve intenso contato com o moderno espiritualismo em sua juventude. Alguns de seus parentes participavam de sessões espíritas durante algum tempo. Seu avô materno, Samuel Preiswerk, era um reverendo luterano que afirmava realizar comunicação com espíritos. Em seu aprofundamento filosófico, Jung colheu modelos explicativos em obras como Sonhos de um Visionário (1766) de Kant e Ensaio sobre a Visão de Espíritos (1851) de Schopenhauer. Essa investigação se estenderia quando participou da fraternidade Zofingia, na qual defendeu o estudo científico do espiritualismo contra a corrente materialista que era majoritária e divulgou o tema em palestras aos colegas de medicina. A investigação desses fenômenos por Jung culminou na realização de sessões espíritas com sua prima médium, Hélène Preiswerk, que foi objeto de pesquisa e resultou em sua tese de doutorado "Sobre a psicologia e psicopatologia dos assim chamados fenômenos ocultos" (1902). Na psiquiatria, foi influenciado por Théodore Flournoy, que havia também publicado um livro sobre uma médium. Os interesses de Jung no espiritualismo continuariam pelo resto de sua vida influenciando o desenvolvimento de sua psicologia.

### Primeiros estudos

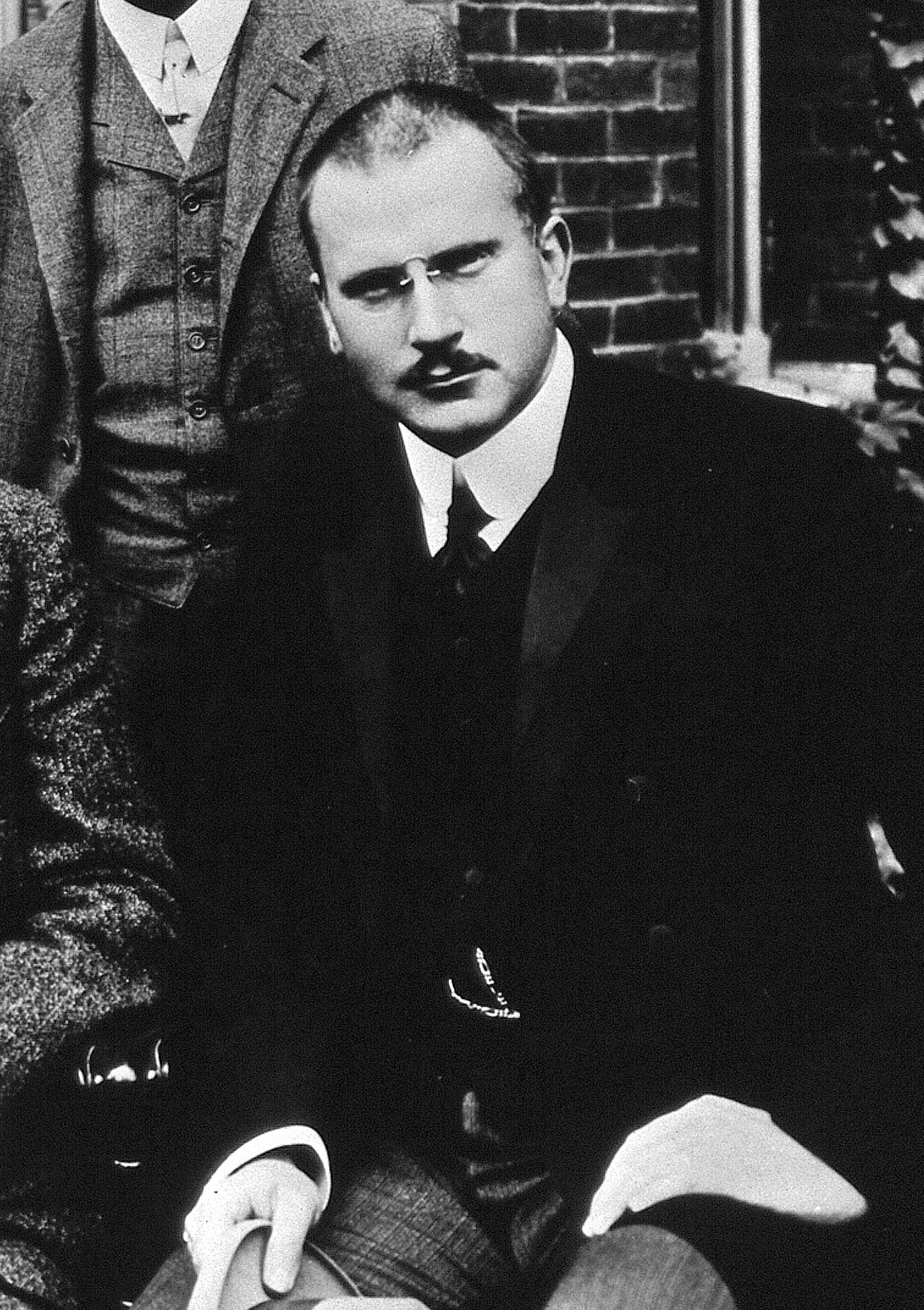
Jung em 1909.

Já estudante de medicina, decide dedicar-se à então obscura especialidade de psiquiatria, após a leitura ocasional de um livro do psiquiatra Krafft-Ebing. Em 1900, Jung tornou-se estagiário na Clínica Psiquiátrica Burghölzli, em Zurique, então dirigida pelo psiquiatra Eugen Bleuler, famoso pela sua concepção de esquizofrenia.

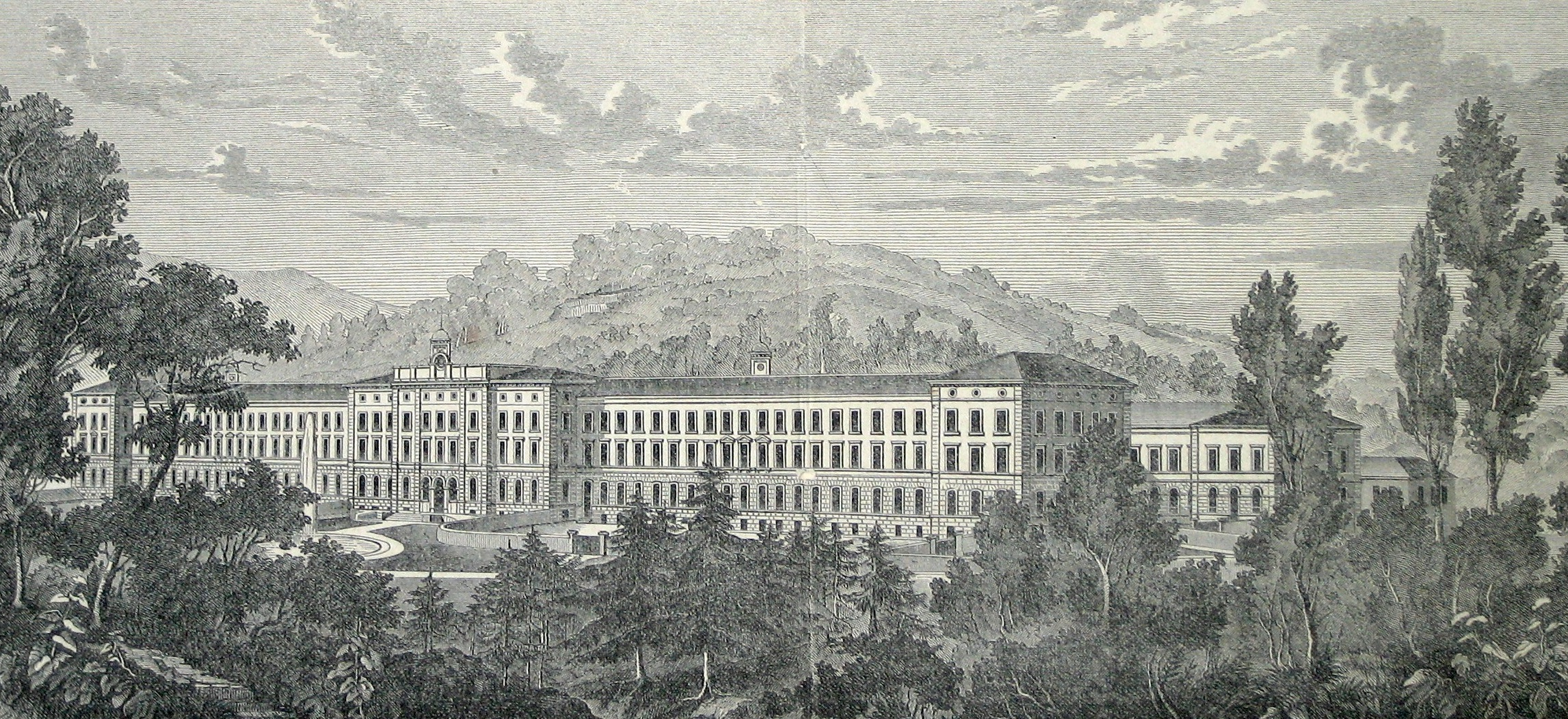
A clínica psiquiátrica universitária de Zurique (Burghölzli), cerca de 1890.

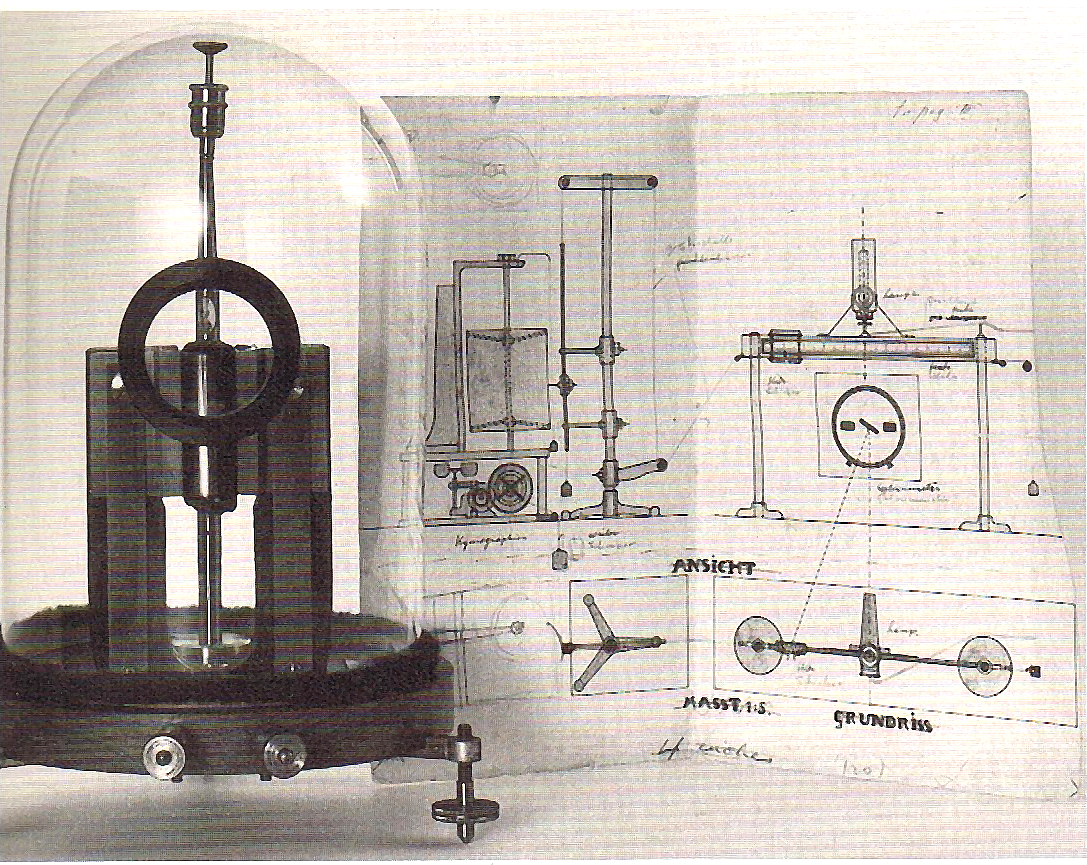
O galvanômetro desenvolvido e usado por Jung para detectar resposta eletrodermal às palavras.

Será neste contexto que começa a elaborar e aplicar o seu famoso teste de associação ou experimento de associação de palavras que leva o seu nome, relembrando assim o caso de uma jovem melancólica e infanticida, diagnosticada com esquizofrenia ou demência precoce grave. O resultado obtido quatorze dias depois foi a alta hospitalar e ela nunca mais foi internada.
Em 1905 ele recebeu seu doutorado em psiquiatria, tornando-se simultaneamente médico-chefe da clínica psiquiátrica da Universidade de Zurique por quatro anos, até sua demissão em 1909 por excesso de trabalho. No entanto, ele manteria sua posição como professor assistente até 1913. Naquela época, ele focou seu interesse em psicopatologia, psicanálise e psicologia dos povos primitivos.
De 1904 a 1905 fundou um laboratório de psicopatologia experimental na clínica psiquiátrica, de onde surgiram tanto o teste de associação quanto os experimentos psicogalvânicos, para ser posteriormente convidado, em 1909, pela Clark University para expor seu trabalho. Freud também seria convidado de forma independente, ambos recebendo o título de doutor honoris causa.

### Casamento
Em 1903, Jung casou-se com Emma Rauschenbach, sete anos mais nova e filha mais velha de um rico industrial do leste da Suíça, Johannes Rauschenbach-Schenck, e sua esposa. Rauschenbach era o proprietário, entre outras ocupações, da IWC Schaffhausen—a International Watch Company, fabricante de relógios de luxo. Após sua morte em 1905, suas duas filhas e seus maridos tornaram-se donos do negócio. O cunhado de Jung—Ernst Homberger—tornou-se o principal proprietário, mas os Jung continuaram como acionistas de um próspero negócio que garantiu a segurança financeira da família por décadas. Emma Jung, cuja educação havia sido limitada, demonstrou considerável habilidade e interesse na pesquisa de seu marido e se lançou nos estudos e atuou como assistente dele em Burghölzli. Ela aprendeu matemática, latim e grego e acabou se tornando uma notável psicanalista por direito próprio. Eles tiveram cinco filhos: Agathe Niehus (nascida em 28 de dezembro de 1904), Gret Baumann (nascida em 8 de fevereiro de 1906), Franz Jung-Merker (nascido em 28 de novembro de 1908), Marianne Niehus (nascida em 20 de setembro de 1910) e Helene Hoerni (nascida em 18 de março de 1914). O casamento durou até Emma morrer em 1955.
Durante seu casamento, Jung supostamente se envolveu em relacionamentos extraconjugais. Seus supostos casos com Sabina Spielrein e Toni Wolff foram os mais amplamente discutidos. Embora tenha sido dado como certo que o relacionamento de Jung com Spielrein incluía um relacionamento sexual, essa suposição foi contestada, em particular por Henry Zvi Lothane.

### Serviço do exército em tempo de guerra
Durante a Primeira Guerra Mundial, Jung foi convocado como médico do exército e logo se tornou comandante de um campo de internação para oficiais e soldados britânicos. Os suíços eram neutros e obrigados a internar pessoal de ambos os lados do conflito que cruzaram sua fronteira para evitar a captura. Jung trabalhou para melhorar as condições dos soldados retidos na Suíça e encorajou-os a frequentar cursos universitários.

### Relacionamento com Sigmund Freud

#### Encontro e colaboração
Jung e Freud influenciaram um ao outro durante os anos de formação intelectual da vida de Jung. Jung se interessou por psiquiatria quando estudante lendo Psychopathia Sexualis de Richard von Krafft-Ebing. Em 1900, Jung completou sua graduação e começou a trabalhar como estagiário (médico voluntário) sob o psiquiatra Eugen Bleuler no Hospital Burghölzli. Foi Bleuler quem o apresentou aos escritos de  Sigmund Freud (1856-1939), pedindo-lhe que escrevesse uma resenha de A Interpretação dos Sonhos (1899). No início de 1900, a psicologia como ciência ainda estava em seus estágios iniciais, mas Jung tornou-se um proponente qualificado da nova "psicanálise" de Freud. Na época, Freud precisava de colaboradores e alunos para validar e difundir suas ideias.Em 1902, deslocou-se a Paris, onde estudou com Pierre Janet, regressando no ano seguinte ao hospital de Burgholzli, onde assumiu um cargo de chefia e onde, em 1904, montou um laboratório experimental em que implementou o seu célebre teste de associação de palavras para o diagnóstico psiquiátrico. Burghölzli era uma renomada clínica psiquiátrica em Zurique e as pesquisas de Jung já haviam lhe rendido reconhecimento internacional independente. Jung enviou a Freud uma cópia de seu Estudos sobre Associação de Palavras em 1906. A partir de então, Freud e Jung passaram a se corresponder (359 cartas que posteriormente foram publicadas entre 1906 a 1913). No mesmo ano, ele publicou Estudos de Diagnóstico de Associação, do qual mais tarde enviou uma cópia para Freud—que já havia comprado uma cópia. Precedido por uma animada correspondência, Jung conheceu Freud pela primeira vez em Viena em 3 de março de 1907. Jung relembrou a discussão entre ele e Freud como interminável, incessante por treze horas. Seis meses depois, Freud, então com 50 anos, enviou uma coleção de seus últimos ensaios publicados para Jung em Zurique. Isso marcou o início de uma intensa correspondência e colaboração que durou seis anos. Em 1908, Jung tornou-se editor do recém-fundado Anuário de Pesquisa Psicanalítica e Psicopatológica.

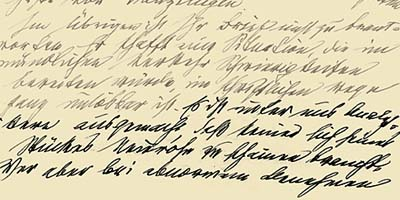
Carta de Freud a Jung (de 1913).

Jung viu, em Freud, um companheiro para desbravar os caminhos da mente. Enviou-lhe cópias de seus trabalhos sobre a existência do inconsciente, confirmando concepções freudianas de recalque e repressão. Ambos encantaram-se um com o outro, principalmente porque os dois desenvolviam trabalhos inéditos em medicina e psiquiatria. Depois do primeiro encontro que tiveram, estabeleceram uma amizade de aproximadamente sete anos, período em que trocavam informações sobre seus sonhos, análises, trocavam confidências e discutiam casos clínicos. Porém, ao lado de tamanha identidade de pensamento, havia também algumas diferenças fundamentais. Jung jamais conseguiu aceitar a insistência de Freud de que as causas dos conflitos psíquicos sempre envolveriam algum trauma de natureza sexual, e Freud não admitia o interesse de Jung pelos fenômenos espirituais como fontes de estudo válidas em si. Nos anos 1930, essa divergência atingiria seu auge, e o rompimento entre eles foi inevitável. Posteriormente, os livros de Freud seriam proibidos e queimados publicamente pelos nazistas, e o autor viu-se obrigado a deixar Viena pouco depois da anexação da Áustria, exilando-se em Londres. No mesmo período, Carl Jung tornar-se-ia uma das faces mais visíveis da psiquiatria alemã da época.
A criação de um método de análise dos sonhos e sua interpretação se mostrou de início muito valiosa na compreensão da sintomatologia psicótica. Aos vinte e cinco anos, Jung havia começado a ler A Interpretação dos Sonhos (1900), confessando experiência insuficiente para poder corroborar todas as teorias de Freud da época. Três anos depois, recomeçou a leitura e conseguiu tecer a relação com suas próprias ideias. Especialmente dois:
1. O que mais interessou a Jung foi a aplicação do conceito de repressão como mecanismo de defesa, transferido do campo da neurose para o dos sonhos. E é que em seus próprios experimentos de associação de palavras, Jung também encontrou repressões ao responder à sugestão de certos termos: ou elas não se produziam ou o tempo de reação era comparativamente longo. Nesse caso, o experimentador se deparava com um complexo do paciente, que nada mais fazia do que verificar as mesmas conclusões que Freud tirou do onírico.
2. No entanto, desde o início, Jung manteve sua oposição ao fato de que a causa da repressão estava no trauma psicológico. Ele podia corroborar constantemente em sua própria consulta como havia numerosos casos que não concordavam com a sexualidade como etiologia.

No contexto acadêmico da época, Freud era considerado persona non grata, com o qual Jung se encontrava em uma situação difícil se quisesse explicitar suas coincidências e, assim, sustentar a teorização freudiana. Ele poderia continuar seu próprio trabalho e carreira promissora sem Freud. Apesar de tudo, "me declarei publicamente a favor de Freud e lutei por ele". Ele o fez ante um congresso em Munique sobre neuroses forçadas, já que o nome de Freud foi deliberadamente omitido. Jung escreveria em resposta em 1906 um artigo para o Münchner Medizinische Wochenschrift (Semanário Médico de Munique) exaltando a teoria da neurose de Freud dada sua contribuição para as "neuroses forçadas", recebendo em resposta duas cartas alertando que seu futuro acadêmico estaria em perigo proporcionalmente à sua persistência. Jung continuou a se declarar a favor, embora mantendo em desacordo a etiologia sexual nas neuroses.
Seria em torno dessas datas que começaria a troca de correspondência entre os dois autores, com Jung iniciando o envio de sua obra Diagnostische Assoziationsstudien (Estudos Diagnósticos de Associação, 1906). Em 1907, ele também enviaria Die Psychologie der Dementia Praecox (Sobre a psicologia da demência precoce). A troca epistolar continuaria até a data de sua separação, 1913.
Será graças a esta última obra de 1907, também incompreendida entre os seus próprios colegas, que conduziria ao primeiro encontro entre Freud e Jung, à custa de um convite do primeiro em Viena. É neste momento que se costuma recordar a circunstância surpreendente, mas explícita, de que em fevereiro de 1907, a uma da tarde, "conversamos treze horas sem interrupção, por assim dizer".

Jung ficou profundamente impressionado com o fato de que para Freud a sexualidade significasse um numinoso, impressão confirmada três anos depois (1910) em uma conversa novamente em Viena.
"Meu caro Jung, prometa-me que nunca descartará a teoria sexual. É o mais importante de tudo. Você vê, devemos torná-la um dogma, um bastião inexpugnável contra a maré negra do ocultismo"
―Sigmund Freud, 1910.
"Um traço de caráter particularmente me preocupou: a amargura de Freud. Já me chamou a atenção no nosso primeiro encontro. Por muito tempo não consegui entender até que consegui relacioná-lo com sua atitude em relação à sexualidade. Para Freud, a sexualidade certamente significava um numinoso, mas em sua teoria ela se expressa exclusivamente como uma função biológica. Apenas a inquietação com que ele falava sobre isso sugeria que nele ressoava mais profundamente. Em última análise, eu queria ensinar―pelo menos assim me parecia―que, vista de dentro, a sexualidade também implicava espiritualidade ou fazia sentido. Sua terminologia concreta era, no entanto, muito limitada para poder expressar essa ideia. Assim, ele me deu a impressão de estar trabalhando contra seu próprio objetivo e contra si mesmo; e não há amargura pior do que a de um homem que se tornou o mais amargo inimigo de si mesmo. Segundo sua própria expressão, sentiu-se ameaçado pela "maré negra", ele, que havia proposto principalmente esvaziar as profundezas obscuras."
―Carl Gustav Jung. Memórias, Sonhos e Reflexões.
Jung iria tão longe a ponto de dizer de Freud que ele era prisioneiro de um ponto de vista, "uma figura trágica, mas um grande homem".
Voltando à hipótese de poder de Alfred Adler, Jung estabelece uma relação entre Freud e Nietzsche, de tal forma que se em Freud há uma deificação de Eros, em Nietzsche o mesmo acontecerá com a vontade de poder, pois Eros e Poder serão dois princípios antagônicos, mas complementares, que a astúcia da história do espírito quis exaltar.

#### Sobre precognição e parapsicologia
Quando Jung visitou Freud em Viena em 1909, perguntou-lhe o que achava sobre isso. Receberia uma rejeição mais do que previsível de um preconceito materialista que se referia ao absurdo. No entanto, "... alguns anos se passaram antes que Freud reconhecesse a importância da parapsicologia e a autenticidade dos fenômenos 'ocultos'".
"Enquanto Freud expunha seus argumentos, senti uma sensação extraordinária. Parecia-me que meu diafragma era feito de ferro e se tornava incandescente–uma cavidade diafragmática incandescente. E nesse instante houve um rangido tão grande na biblioteca, que estava imediatamente ao nosso lado, que ambos ficamos assustados. Achamos que o gabinete caía sobre nós. Tão alto foi o estalo. Eu disse a Freud: "Isso é um exemplo de um fenômeno de exteriorização catalítica".
"Bah", disse ele, "isso é realmente absurdo!". "Bem, não", respondi, "você está enganado, Sr. Professor. E para provar que estou certo, agora prevejo que outro estalo será ouvido novamente imediatamente. E de fato: assim que havia pronunciado essas palavras, o mesmo rangido foi ouvido na biblioteca!"
Freud olhou para mim horrorizado."

―Carl Gustav Jung. Memórias, Sonhos e Reflexões.

#### Viagem

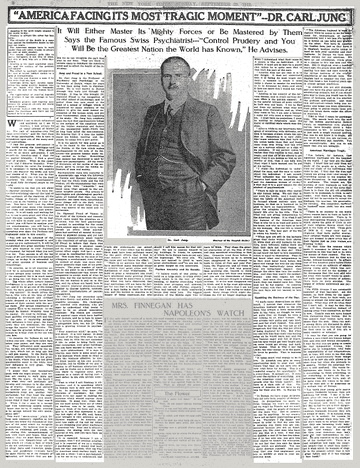
Capa do The New York Times em sua edição de sábado, 29 de setembro de 1912, onde publica uma entrevista de página inteira com uma foto de Jung e com o título "América Enfrenta Seu Momento Mais Trágico – Dr. Carl Jung".

No mesmo ano, de 6 a 11 de setembro, Jung é convidado à Clark University, em Worcester, Massachusetts, para dar conferências sobre os ensaios de associação. Freud também seria convidado de forma independente, acompanhado por Sándor Ferenczi. Lá eles receberam o doutor honoris causa no dia 11. Começariam a viagem de Bremen, ponto de encontro onde ocorreria outra famosa anedota sobre o desmaio de Freud diante do pontual interesse de Jung pelas "múmias do pântano". Freud acreditava que Jung inconscientemente o desejava morto.
Um segundo desmaio ocorrerá no Congresso Psicanalítico de Munique em 1912, quando se discutia Amenófis IV. Novamente a fantasia sobre o assassinato do pai esvoaçou, dentro da relação transferencial entre Freud e Jung. Acrescentando a tudo isso que Freud já havia aludido anteriormente ao seu desejo de que Jung fosse seu "sucessor e príncipe herdeiro", e que Jung não estava em condições de satisfazer tal demanda, tanto por discrepâncias teóricas quanto por falta de interesse que o consequente prestígio pessoal produzido por ele, não é difícil encontrar uma explicação para tais desmaios "histéricos".
A viagem aos Estados Unidos durou sete semanas, durante as quais eles ficaram juntos todos os dias e discutiram seus sonhos. Diante de alguns dos mais importantes de Jung, Freud não sabia que interpretação lhes dar, mesmo um deles parecia constituir uma espécie de introdução à obra Wandlungen und Symbole Der Libido (Transformações e símbolos da libido), bem como como a primeira oportunidade que o apresentou a Jung para formular seu conceito de inconsciente coletivo. Um conceito de inconsciente a priori do inconsciente pessoal, no qual, ao contrário de Freud, não havia espaço para nada arbitrário ou qualquer intenção enganosa.
No entanto, Jung conseguiu completar a análise de um sonho de Freud, para o qual foi exigida sua sinceridade e a comunicação de algum detalhe de sua vida privada. Freud respondeu: "A questão é que não posso arriscar minha autoridade". Jung compreendeu assim que Freud colocava a autoridade pessoal antes da verdade. O fim da relação já estava consolidado no meio das águas do Atlântico.
Do sonho de Jung emergiu seu antigo amor pela arqueologia, derivando para o estudo do simbolismo e da mitologia dos povos antigos. De fato, em outubro de 1909 Jung escreve a Freud: "A arqueologia, ou melhor, a mitologia, me pegou", interesse palpável até o final da Primeira Guerra Mundial. Durante este estudo encontrará o trabalho de uma jovem americana, a Sra. Miller, ficando impressionado com o caráter mitológico de suas fantasias. Junto com seu conhecimento sobre os mitos, surgirá Transformações e símbolos da libido.
De 30 a 31 de março de 1910, o segundo Congresso Internacional de Psicanálise aconteceria em Nuremberg, sendo Jung nomeado presidente permanente da recém-fundada Associação Psicanalítica Internacional (API) (ele renunciaria em 1914).
Já em agosto de 1911 foi publicada a primeira parte de Transformações e símbolos da libido, conteúdo que por si só ainda não acarretaria qualquer divergência com a ortodoxia freudiana, mas Jung já insinuava o seguinte em suas memórias: "Agora eu vi claramente. Ele mesmo (Freud) tinha uma neurose, e era fácil diagnosticá-la em particular por seus sintomas bastante desagradáveis, como descobri em nossa viagem à América. (...) Havia visto que nem Freud nem seus discípulos conseguiam entender o que a psicanálise significava na teoria e na prática, pois nem mesmo o professor conseguira resolver sua própria neurose. Quando ele anunciou sua intenção de identificar e dogmatizar teoria e método, não pude mais cooperar com ele e não tive escolha a não ser voltar a mim mesmo".
Por volta de 1912, Jung termina "O Sacrifício", a última seção da segunda parte de Transformações e Símbolos da Libido, sabendo de antemão que o que ele expôs lhe custaria sua amizade com Freud. "Tive que expor minha própria noção de incesto, a transformação decisiva do conceito de libido, além de outras ideias pelas quais eu diferia de Freud." Ele disse à esposa que passou dois meses preocupado e sem tocar em uma caneta. Finalmente decidiu escrever e isso lhe custou a amizade com Freud.
Freud sentiu-se desgostoso com as descobertas que Jung lhe transmitia e, assim, a relação epistolar correspondente começou a refletir a crescente tensão entre os dois.
Em 25 de fevereiro de 1912, Jung fundou a Sociedade de Interesses Psicanalíticos, levando assim à sua própria versão da psicanálise. Em setembro, ele dá uma palestra na Fordham University, em Nova York. O assunto será a psicanálise e suas diferenças com Freud, fundamentalmente que a repressão não dá conta de todos os estados, as imagens inconscientes podem ter um significado teleológico e a libido, ou energia psíquica, não é exclusivamente sexual. Por sua vez, e no mesmo mês, é publicada a segunda parte de Transformações e símbolos da libido, em que Jung propõe que o incesto alude mais ao simbolismo do que à literalidade.
|  |  |  |

#### Ruptura
No ano de 1913 ocorrerá a ruptura definitiva com Freud. A separação afeta profundamente Freud; Jung fica devastado. Uma consequência direta desse estresse foi a contribuição para um colapso nervoso que vinha ameaçando desde 1912. Portanto, ele se demite de seu cargo na Universidade de Zurique, aparentemente porque sua prática privada aumentou muito, mas é mais provável que seja devido ao seu estado de saúde. Durante esse período, Edith Rockefeller e Harold McCormick, dois filantropos americanos, se estabelecerão em Zurique, sendo analisados por Jung e se tornando os primeiros de vários patronos ricos e muito generosos.

### Confronto com o inconsciente
Em 1914, Jung demite-se do seu cargo na API e organiza, junto com Alphonse Maeder, as bases da chamada Escola de Zurique. Após a separação de Freud, Jung sentiu o chão desmoronar-se sob os pés. O sentido da sua vida ficou em primeiro plano. Seguiu-se uma série de sonhos e visões que forneceram material para o trabalho de toda uma vida. Dir-se-ia que, se ele não houvesse se empenhado na integração de todo aquele material que jorrou qual lava derretida, teria, fatalmente, sucumbido a uma psicose. Mas algo nele o impelia a ir adiante na compreensão de tudo que se originava naturalmente de seu inconsciente. Em suas palavras, "Os anos durante os quais me detive nessas imagens interiores constituíram a época mais importante da minha vida e, neles, todas as coisas essenciais se decidiram. (...) Toda a minha atividade ulterior consistiu em elaborar o que jorrava do inconsciente naqueles anos (...)". Foi durante essa fase de confronto com o inconsciente que ele desenvolveu o que chamou de "imaginação ativa", um método de interação com o inconsciente onde este se investe espontaneamente de várias personificações (pessoas conhecidas e desconhecidas, animais, plantas, lugares, acontecimentos etc.).
Por volta do outono de 1913, Jung alude a uma realocação de sua sintomatologia interna de natureza psíquica. É então que ele tem várias alucinações que se repetirão ao longo do tempo. A dedução diagnóstica que seria alcançada após todo o acúmulo de episódios de aparente natureza psicopatológica seria a do início de uma psicose, consequência direta do rompimento com Freud e sobretudo levando em conta os antecedentes familiares existentes se aventurando na dissociação. Durante a primavera e o início do verão de 1914, episódios semelhantes de natureza catastrófica ocorreriam novamente, mas desta vez na forma de três sonhos sucessivos. No dia 1º de agosto eclodiria a Primeira Guerra Mundial e com ela a confirmação do caráter premonitório de seus sintomas.
Seria 12 de dezembro de 1913 quando afirma: "decidi dar o primeiro passo". Ele então decidiu confrontar os conteúdos do inconsciente e assim acender um processo de iniciação concomitante em que ele viria a descobrir a existência de algo superior à vontade do ego e ao qual ele deveria se submeter. Jung teve que sacrificar seu ideal e sua atitude consciente. Aos poucos, várias representações arquetípicas surgiriam: o herói (Siegfried, a serpente negra), a sombra, o eu como complexo, o velho sábio (Elias, Filemón, o ka egípcio), a anima (Salomé).

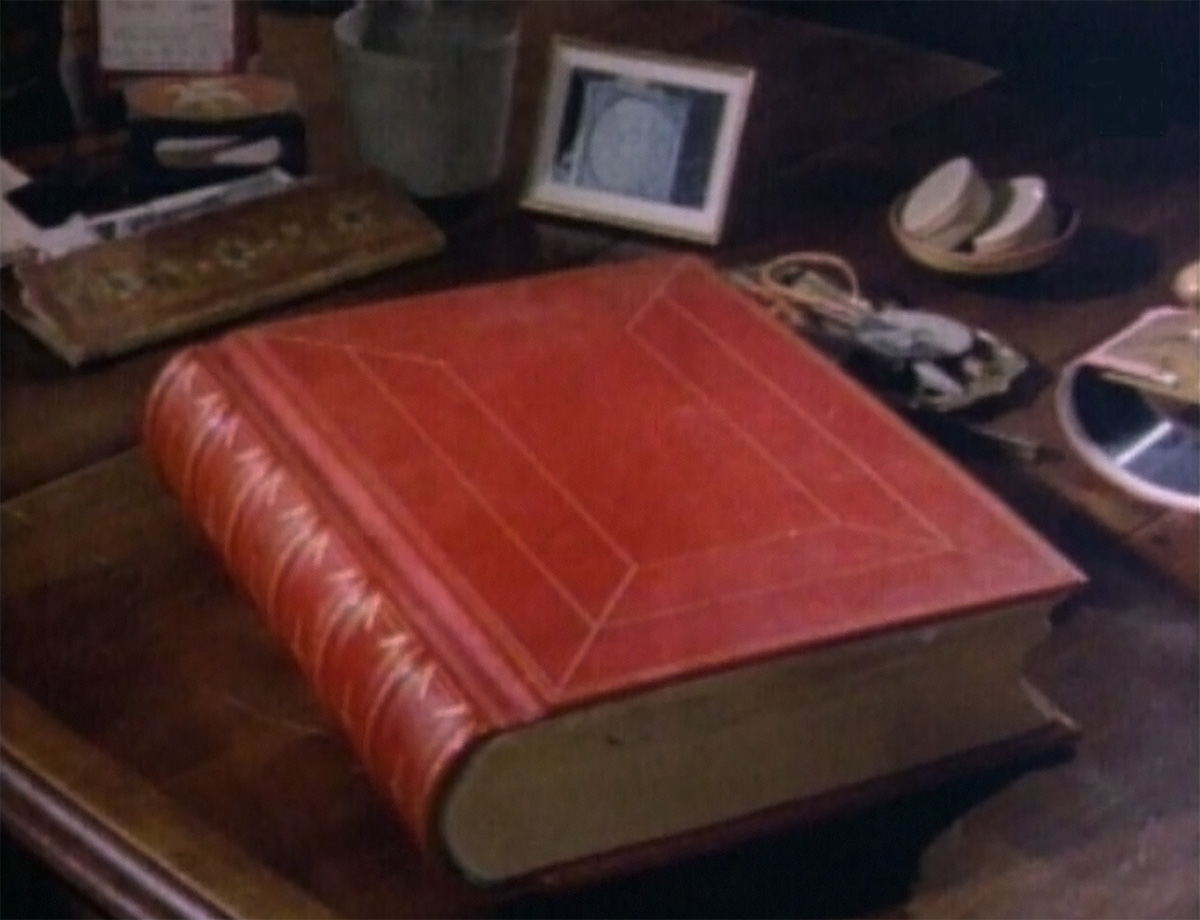
Liber Novus ou Livro Vermelho, confeccionado por Jung a partir das anotações dos Livros Negros resultantes de fantasia ativa, organizando-as. Foram também adicionadas pinturas feitas por Jung com estilização de caligrafia medieval e representando conteúdos simbólicos em um estilo próprio de arte.

Após uma transformação gradual, em 1916 Jung sentiria a necessidade inescapável de escrever, sentindo-se "compelido de dentro para formular e expressar o que Philemon poderia ter dito". Será, portanto, desse arquétipo que surgirá a obrigação imperativa de transcrever o manuscrito dos Sete Sermões aos Mortos.
Filemon será a imagem desejada por Jung naqueles momentos de perturbação e desordem, "uma sabedoria e um poder supremos que desvendariam para mim as criações espontâneas de minha fantasia". Que, por um lado, representou a forma de expressão dos "sete sermões", e que, por outro, deu origem a uma recapitulação teórica e a uma validação da existência autônoma dos arquétipos, para além dos complexos, estendendo-se aos "coletivo" o adjetivo “pessoal” do inconsciente freudiano.
Em suma, tudo isso constituía um "prólogo" do que ele tinha que comunicar ao mundo sobre o inconsciente. Além dos Sete Sermões aos Mortos elaborados em 1916, Jung transcreveu suas experiências entre 1913 e 1932 em uma série de sete manuscritos chamados Livros Negros, dos quais fez o Liber Novus ou Livro Vermelho entre 1914 e 1930. Nessa trajetória inicial, Jung foi influenciado em suas interpretações simbólicas respectivamente pelo mitraísmo, gnosticismo e alquimia.

### Bollingen
Durante a década de 1920, aos quarenta e cinco anos, tendo superado uma crise existencial "no meio da vida", e aumentando ainda mais a sua reputação internacional, passou cinco anos viajando assiduamente, principalmente interessado em culturas primitivas. Em 1921 será publicada sua obra Tipos Psicológicos, na qual desenvolverá suas ideias sobre a existência de duas atitudes da psique: introversão e extroversão, bem como quatro funções: pensamento, sentimento, sensação e intuição. Também está incluída neste trabalho a primeira alusão ao seu conceito central do self como meta do desenvolvimento psicológico.

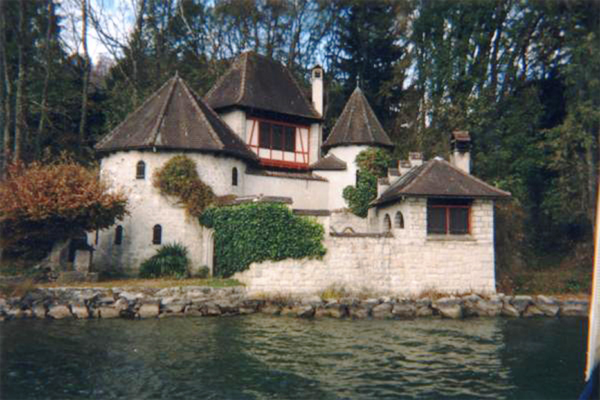
Torre de Bollingen.

Simultaneamente, seria nessa época que ele começou a se retirar para Bollingen, sua segunda casa ou residência. Em 1922, ele comprou um terreno às margens do Lago Zurique, um local isolado a cerca de quarenta quilômetros de sua casa principal em Küsnacht e a dois de uma vila chamada Bollingen. É uma pequena cidade perto de Rapperswil, no cantão de São Galo, na Suíça. Está localizada na margem norte do Lago de Zurique e faz parte do município de Jona.
Em 1923 sua mãe morreu. Jung aprende a esculpir em pedra e, com pouca ajuda profissional, inicia a construção de sua segunda casa caracterizada por uma torre sólida. Mais tarde irá complementá-lo com um hall de entrada, outra torre e um anexo. Descarta a instalação de eletricidade e telefone. Ele chamará a construção simplesmente de "Bollingen". Será para o resto da vida o seu lugar de retiro, tranquilidade, renovação, meditação e experimentação pessoal.

### Viagens
No curso do primeiro pós-guerra, Jung tornou-se um viajante do mundo, graças aos copiosos fundos que obteve com a venda de seus livros, honorários e dinheiro recebido por ter alcançado status senior nas instituições médicas para as quais trabalhava. Os lugares que visitou foram os seguintes: Norte da África, Novo México, Quênia e Uganda no início dos anos 20. Na década de 30 viajaria à Itália e à Índia em 1938.

### Polêmicas sobre o nazismo
Com a ascensão do partido nazista ao poder em 1933, de início a postura de Jung em relação ao nacional-socialismo alemão foi ambígua e não apresentou crítica até 1934, valendo-lhe acusações de que teria sido um simpatizante do nazismo. Questionado por Joseph Henderson em 1933 sobre sua opinião de Hitler, Jung afirmou que nada sabia sobre o movimento nazista, o que também é corroborado por anotações de Esther Harding de que Jung desconhecia qual seria o futuro sob esse regime, e que o deus da guerra Wotan (versão germânica de Odin) teria começado a soprar sobre a Alemanha.
Em 1929, Jung havia integrado à Sociedade Médica Geral para Psicoterapia, convidado por Robert Sommer, cofundador da associação. Em 1930, Jung ocupou o cargo de vice-presidente e, em 1933, com a renúncia do então presidente Ernst Kretschmer, tornou-se presidente da seção internacional da sociedade. No mesmo ano, com a tomada do poder pelo partido nazista, Jung teve de reestruturar a Sociedade Geral, que era então sediada na Alemanha mas recebia filiação de membros internacionais, e ela passou a ser organizada em uma seção alemã chamada Deutsche Allgemeine Ärtzliche Gesellschaft für Psychoterapie, à qual presidiu Matthias H. Göring, um psicoterapeuta adleriano e primo do político nazista Hermann Göring, e uma seção internacional, a Sociedade Médica Geral Internacional para Psicoterapia, liderada por Jung. A seção alemã era afiliada à sociedade internacional, bem como outras subseções de outros países. A Sociedade Internacional recebia filiação individual de médicos judeus, enquanto a seção alemã os excluía devido ao antissemitismo. Jung afirma que aceitou encabeçar a Sociedade Internacional desse período por pragmatismo, caso contrário a Sociedade para o avanço da psicoterapia deixaria de existir e ser praticada na Alemanha sob a ameaça daquele regime.
Jung também foi um diretor responsável pela publicação oficial da Sociedade Internacional, o jornal Zentralblatt für Psychotherapie. Mesmo durante o antissemitismo nazista em 1933, Jung pediu a Rudolf Allers, um psicoterapeuta judeu, para que continuasse também como editor.
As primeiras providências de Jung quando assumiu a Überstaatliche Ärztliche Gesellschaft für Psychotherapie (Sociedade Médica Internacional para Psicoterapia), acumulando com a entidade suíça, em 1933, foram:
- A reformulação dos estatutos, para evitar o controle hegemônico por alguma das sociedades nacionais; como a Sociedade Internacional congregava as Sociedades Nacionais da Alemanha, Dinamarca, Grã-Bretanha, Países Baixos, Suécia e Suíça, era importante evitar o domínio isolado de uma delas,[46][47] de modo que as demais tivessem participação adequada e dividissem as responsabilidades;
- A aceitação na Sociedade Internacional dos membros judeus e antinazistas expulsos da Sociedade da Alemanha,[46][47] de modo que eles podiam exercer o seu ofício em outros países e garantir a sua subsistência como profissionais qualificados.

Matthias Göring era adepto do nazismo e utilizou a psicoterapia para defendê-lo. No seu discurso de encerramento do Congresso Médico Geral de Psicoterapia, Göring profere: 
"Nós, médicos nacional-socialistas, acadêmicos nacional-socialistas, defendemos nossa ideia, o amor do nosso povo […] Assumo que todos os membros da Sociedade têm se ocupado desse trabalhado por meio desse livro e com toda a seriedade científica e o reconhecem como a base de seu pensamento. Peço a todos vocês que estudem em detalhe o livro e os discursos de Adolf Hitler. Quem quer que leia o livro e os discursos do Führer e estude sua natureza essencial, observará que ele tem algo de que a maioria de nós carece: Jung chama isso de intuição. Heil Hitler!".
Em 1934, Gustav Bally denunciou a associação de Jung como editor de um periódico que estava subserviente ao nazismo. Em réplica, Jung afirmou que estava desapontado com o juramento de fidelidade a Hitler publicado por Göringer na Zentralblatt, e que teria ocorrido por acidente tal veiculação no jornal internacional. Jung ressaltou que, de sua parte, ele era presidente da Sociedade Internacional, e não da Sociedade Alemã, sob responsabilidade de Göring. Também afirmou que não podia mais confiar em Göring, devido aos motivos e interesses obscuros que esse propunha. Nessa carta de resposta, Jung também negou antissemitismo e justificou sua atitude de aceitar o cargo de presidente da Sociedade Internacional:
"Como as condições eram então, um único golpe da caneta em lugares altos teria bastado para varrer toda a psicoterapia para debaixo da mesa. Isso tinha que ser evitado a todo custo para o bem da humanidade sofredora, médicos e ... ciência e civilização."

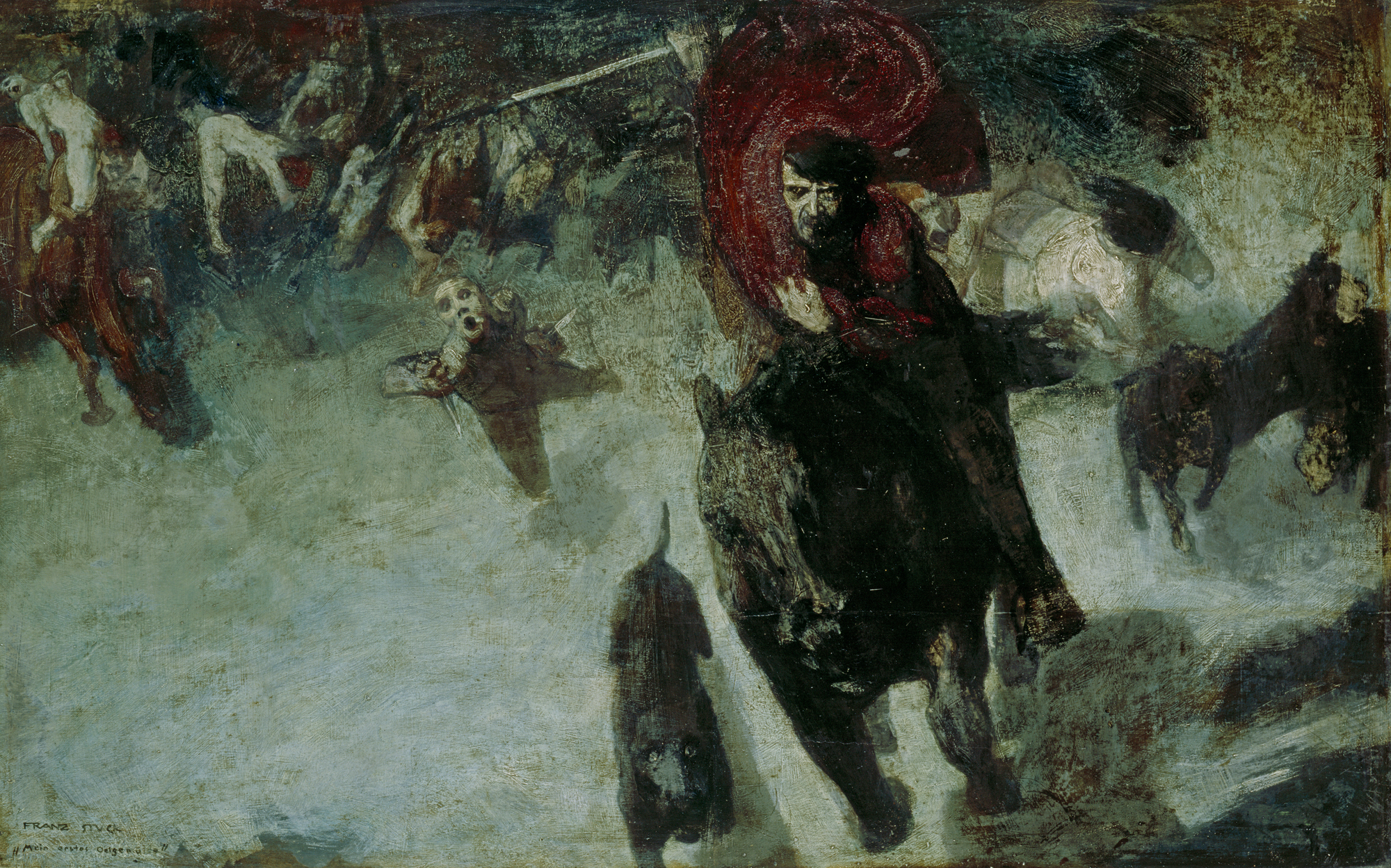
Caça Selvagem (1889) de Franz von Stuck, representando Wotan.

Seguiu-se-lhe em 1936 a sua obra Wotan, cujo título alude à irrupção do antigo deus germânico na consciência coletiva alemã, "deus da tempestade e da efervescência, desencadeador de paixões ávidas de combate, e, além disso, poderoso feiticeiro e mágico, que esteve intimamente ligado aos mistérios da natureza oculta". Manifestação de um arquétipo como fator autônomo, representativo da natureza do nacional-socialismo, com repercussão coletiva e que confunde os homens pertencentes à massa, mesmo daqueles alegadamente cultos e racionais como os alemães. Nela, Jung demonstra-se crítico à ideologia nazista, afirmando: "um homem, que obviamente está "possuído", infectou uma nação inteira a tal ponto que tudo está em movimento e começou a rolar em seu curso para a previsão". Jung também assume sua posição crítica nos seminários sobre o Zaratustra de Nietzsche, que iniciou em 1934 e foram ministrados até 1939, ano em que estourou a guerra, e nos quais sustenta que o filósofo havia se tornado o grande profeta do que estava acontecendo na Alemanha na época.
Segundo Deirdre Bair, nessa época, Jung teria canalizado dinheiro para que Freud pudesse se refugiar em Londres, via Franz Riklin. Jung, sabendo que Freud estava seguro, teria enviado a ele um telegrama de solidariedade. Já segundo o biógrafo Peter Gay, de acordo um dos relatos obtidos a partir de Franz Riklin Jr., ao saberem da invasão nazista da Áustria em 1938 e devido à perseguição contra judeus, Jung e Franz Riklin levantaram uma quantia de 10.000 dólares de seus próprios fundos para serem doados diretamente a Freud e sua família, para que estes abandonassem o país imediatamente. Freud recusou-se a receber em sua casa o filho de Riklin, escolhido como mensageiro, e a quantia, dizendo-lhe: "eu me recuso a ser contemplado por meus inimigos". Riklin Jr. retornou então a Zurique com o dinheiro.
Em 1939, Jung foi reconduzido ao seu cargo no Instituto Göring. De fato, embora presidente da Sociedade Médica Geral de Psicoterapia, Jung também foi um "contrabandista de judeus" no exílio para a Suíça. A partir da Noite dos Cristais, em 9 de novembro de 1938, Jung usou sua influência nos serviços de imigração suíços, apoiando as necessidades financeiras para tirar intelectuais judeus da Alemanha. Foi assim que permitiu o exílio do francês Roland Cahan, que mais tarde o traduziu para o francês, e de sua amiga Jolande Jacobi.
Jung tampouco escondeu da imprensa internacional sua posição em relação aos ditadores e ao Terceiro Reich. Em outubro de 1938, o jornalista americano Hubert Renfro Knickerbocker visita Jung em sua casa em Küsnacht para uma entrevista a ser publicada na edição de janeiro de 1939 da Hearst's International Cosmopolitan. Jung descreve Hitler como um homem sem representação política, mas mágico, uma espécie de feiticeiro ou xamã, insignificante em si mesmo, mas que reflete e vocifera o inconsciente dos alemães. A projeção do inconsciente coletivo do povo alemão, constelada em Wotan, é veiculada por meio de um homem idealizado que se tornou uma espécie de messias. Ele diz: "Hitler está chegando ao clímax e com ele a psicose alemã".
Falhando em propor sua demissão por causa das manobras administrativas de Göring, Jung aproveitou essa entrevista. Apresentando um "Diagnóstico de ditadores" e Hitler como um psicopata patente, Jung deixa Matthias Göring furioso e este último acaba aceitando a renúncia de Jung em 12 de julho de 1940. A partir de então, Jung foi colocado na "Schwarze Liste", a lista negra de autores cujas obras foram banidas da Alemanha, depois na "Lista Otto" para a França ocupada. Confinado em seu país, a Suíça, Jung é mobilizado à fronteira com a Alemanha, por medo de uma invasão nazista. Muitos de seus amigos americanos se ofereceram para convidá-lo para os Estados Unidos ou para Londres, mas Jung respondeu que queria ficar na Suíça: "Estamos enraizados em nossa terra suíça", explica. Jung foi posto como coronel do exército suíço, depois que o general Guisan foi convocado para defender a nação suíça, e tornou-se médico militar na fronteira com a Alemanha.
Há afirmações de Freud de que ele há muito desconfiava do antissemitismo de Carl Jung, e nisso também Jung se apresentou ambíguo de início. No início de 1934, num artigo "Sobre a situação actual da psicoterapia", Jung afirma que o judeu, como nómade, não poderia jamais criar a sua cultura própria; para desenvolver os seus instintos e talentos, tem de apoiar-se em um "povo anfitrião mais ou menos civilizado". Essa postura de Jung estava imersa na rivalidade que ele então tinha com a psicanálise freudiana. Em uma carta de Gershom Scholem a Aniela Jaffé, Scholem conta como em 1945, após a Segunda Guerra, o rabino líder da comunidade judaica alemã, Leo Baeck, confrontou Jung sobre essas questões. Jung realizou uma confissão afirmando: "eu escorreguei"; ambos então fizeram as pazes. Segundo Sanford Drob, "Isso, relata Scholem, foi suficiente para que Baeck e Scholem, de fato, perdoassem Jung e continuassem seu relacionamento. Que judeus proeminentes, mesmo aqueles que não eram seus discípulos (isto é, de Baeck e Scholem) estavam satisfeitos com seu relato de que ele havia “escorregado” ou “perdido o equilíbrio” durante o período nazista, e que Gershom Scholem, o fundador do moderno Estudos de Cabala, continuou a ter um diálogo frutífero com Jung e seus associados em Ascona, certamente deve levar aqueles de nós interessados nos aspectos psicológicos do misticismo judaico a considerar fazer o mesmo".

Em uma carta de 1934 a James Kirsch, Jung afirmara:
"Freud já me acusava de ser antissemita porque me sentia incapaz de vivenciar seu materialismo sem alma. Com essa propensão a farejar o antissemitismo, os judeus acabam despertando o antissemitismo. Não entendo por que o judeu não pode admitir, tanto quanto o chamado cristão, que quando você tem uma opinião sobre ele não se o está criticando. Por que devemos sempre assumir imediatamente que queremos condenar o povo judeu como um todo? (...) Considero que é uma forma inadmissível de fechar o adversário. Tenho me entendido muito bem com meus pacientes e colegas judeus na maioria dos casos (...) Mais de uma vez por ter criticado um alemão, ele me repreendeu por odiar alemães. É muito fácil querer esconder a própria inferioridade por trás de um preconceito político (...) Você já deveria me conhecer bem o suficiente para me crer (...) capaz de tal absurdo não individual como o antissemitismo. Sabe muito bem que considero o homem como pessoa e quanto esforço sempre faço para libertá-lo de suas determinações coletivas para torná-lo um indivíduo (...) O nacionalismo, por mais desagradável que seja, é uma conditio sine qua non: simplesmente o indivíduo não deve se afundar nela (...) A próxima calúnia a inventar será que sofro de uma total ausência de convicção porque não sou nem antissemita nem nazista. Vivemos tempos loucos."
A biógrafa Aniela Jaffé, de ascendência judia, faz a seguinte declaração explicativa:
"Mas deve ser considerado um grave erro que [com sua distinção entre uma psicologia judia e uma não judia] se apresentara na esfera pública em um momento em que ser judeu trazia consigo uma ameaça de morte, e que incluiu as distinções em psicologia racial no programa científico da Sociedade Internacional. Mesmo quando as consequências abismais do ódio aos judeus só foram conhecidas mais tarde, naquela época qualquer alusão ao caráter diferencial dos judeus era o gatilho que despertava mais fanatismo. O silêncio que é familiar ao médico e que muitas vezes é imposto deveria ter sido seu dever naquele momento."
Segundo Nise da Silveira:
"As acusações sobre Jung, como resultantes de um mal-entendido, teriam sido logo liquidadas de modo definitivo, face a tantas documentações e testemunhos logicamente irrefutáveis. Entretanto, a persistência desses rumores bem indica que, por trás deles, podem fermentar, ainda, as divergências entre Jung e o grande judeu Freud, nunca perdoadas pelos discípulos do mestre ortodoxo."
Em alguns documentos, Jung afirmou, num comentário de época sobre a cultura judaica, que judeus, em geral, são mais conscientes e diferenciados, enquanto os 'arianos' comuns permaneceram próximos à barbárie. A polêmica teórica mantida por Jung com Freud não chegou ao ponto de Jung fazer referências à origem religiosa ou racial de Freud, com vistas a conquistar a simpatia nazista. Nem no artigo de 1929, em que comparava as duas teorias, nem no discurso de Jung sobre Freud após a morte deste eminente pensador, em 1939, num momento que poderia ser propício a angariar aquele beneplácito.

Nise afirma:
"Jung interpretou o nacional socialismo, o comunismo e outros "ismos" em geral como fenômenos patológicos, de identidade. Uma irrupção do inconsciente coletivo. "Wotan" havia tomado posse da alma do povo alemão. E quem é Wotan? O deus representativo das forças naturais em desequilíbrio, "um deus das tempestades e da efervescência, desencadeia paixões e apetites combativos". Num ensaio publicado em 1936, Jung traça o paralelo entre Wotan redivivo e o fenômeno nazista. Wotan é uma personificação de forças psíquicas correspondentes a "uma qualidade, um caráter fundamental da alma alemã, um 'fator' psíquico de natureza irracional, um ciclone que anula e varre para longe a zona calma onde reina a cultura". Os fatores econômicos e políticos pareceram, a Jung, insuficientes para explicar todos os espantosos fenômenos que estavam ocorrendo na Alemanha. Wotan reativado no fundo do inconsciente, Wotan invasor, seria a explicação mais pertinente. E estávamos apenas em 1936."
Sabe-se, também, que o obscurantismo atingiu obras de Jung que não interessavam ao regime nazista, tendo sido suprimidas em 1940 várias edições publicadas na Alemanha e, quando da invasão da França, a Gestapo destruiu as traduções francesas da obra de Jung.
"O argumento decisivo é, porém, a atitude dos nazistas em relação a Jung. Com o aparecimento do livro Psicologia e Religião (1940), as autoridades decidiram que toda a sua obra fosse interditada e queimada na Alemanha, bem como nos países ocupados por Hitler. Outra acusação correlata com a de simpatizante do nazismo foi a de antissemita. Seria desde logo estranho admitir que um psicólogo, com toda sua vida em busca do fundo psíquico comum a todos os homens (inconsciente coletivo) eternamente existente sob as diferentes peculiaridades individuais, locais, nacionais, raciais e históricas, fosse partidário de discriminações entre esses mesmos homens, cujas almas tinham, para ele, igual estrutura básica. Seria, também, extravagante que um antissemita contasse entre seus discípulos mais próximos precisamente com homens de origem semita."

#### Agente da CIA
Uma série de documentos americanos desclassificados e material suíço revelados na revista L'Hebdo relataram uma suposta colaboração entre Jung e Allen Dulles, que mais tarde se tornaria o chefe da CIA após a guerra. Dulles estaria em Berna no final de 1942, com a missão de produzir um relatório sobre o movimento secreto antinazista na Alemanha. Dessa forma, ele teria entrado em contato com Jung, grande conhecedor da alma germânica do momento, e que teria previsto o suicídio de Hitler. O espião americano o teria convencido a coletar informações úteis, tornando Jung o agente nº 488 da Agência Central de Inteligência Americana. Dulles creditou a Jung uma grande contribuição:
"[Ele conhecia] as características dos sinistros líderes da Alemanha nazista e da Itália fascista. Seu julgamento sobre esses líderes e sobre suas prováveis reações aos eventos correntes foi de real ajuda para mim na avaliação da situação política. Sua profunda antipatia por aquilo que o nazismo e o fascismo defendem evidenciou-se claramente nessas conversas"
Além disso, em 1945, o General Eisenhower, Comandante Supremo Aliado da Europa, estudou o ponto de vista de Jung sobre a melhor forma de ajudar os civis alemães a aceitar a derrota, a fim de restaurar a economia da Alemanha o mais rápido possível, sem sangue.

### Reconhecimento internacional
Em 1935, a classe médica britânica convidou Jung para uma série de palestras organizadas no Instituto de Psicologia Médica da Clínica Tavistock, em Londres. Jung apresenta ali sua teoria e a noção de inconsciente coletivo. Samuel Beckett e seu analista, Wilfred Bion estão na assembleia. Jung também evoca a importância da religiosidade do paciente no quadro da cura, argumentando inclusive que o sistema de confissão é uma psicanálise anterior ao seu tempo. Ele conclui quanto ao perigo da "besta loura", a Alemanha nazista, que atesta, segundo ele, o risco que surge quando "a imagem arquetípica que a época ou o momento produz então ganha vida e apodera-se de todos", uma espécie de psicose coletiva que havia anunciado em seus escritos já em 1918, e que desenvolveu no ano seguinte, em seu ensaio Wotan, no qual anuncia "o despertar do inconsciente alemão". Em 1935, publicou um “Comentário Psicológico sobre Bardo Thödol”, importante obra do budismo tibetano traduzida e publicada no Ocidente em 1927, inaugurando um diálogo entre o budismo e a psicologia que se desenvolveria.
Em 1938, quando Freud saiu de Viena para Londres, a doutora Iolande Iacobi também emigrou para Zurique, continuou seus estudos com Jung e, posteriormente, foi uma das fundadoras do Instituto C. G. Jung, tendo escrito a introdução às obras completas de Jung. Ainda nesse ano, a Universidade de Oxford, na Inglaterra, concedeu-lhe o título de Doutor Honoris Causa.
Em 1939, Jung renunciou à presidência da Sociedade Médica Internacional para Psicoterapia. Alegou que já tentara por duas vezes anteriores a renúncia, tendo permanecido apenas devido a pedidos dos representantes britânico e neerlandês, somente se retirando quando foram interrompidas as comunicações internacionais e a sua permanência não era mais necessária.
Em 1942, psicanalistas junguianos suíços criaram a Fundação Bollingen, em homenagem à Torre Bollingen. Em 1944, a Universidade de Basileia criou para ele uma cátedra de medicina psicológica na qual lecionou por apenas dois anos. No mesmo ano, de fato, Jung sofreu uma embolia pulmonar que gradualmente o enfraqueceu. Imerso em coma, ele experimenta intensa fantasia e eventos mentais oníricos relacionados a conceitos cabalísticos do Pardes Rimmonim. Uma vez recuperado, está convencido de que deveria agora utilizar as notas recolhidas no seu Livro Vermelho, em relação ao que doravante chama "as visões de 1944". Henri Ellenberger chamou essa experiência de "doença criativa", comparando-a à neurastenia e à histeria.
Após a guerra, Jung recebeu seu sétimo título honorário da Universidade de Genebra, entregue pelo psicólogo Jean Piaget.
Em 1946, em cerimônia realizada em Zurique, Winston Churchill pediu que o doutor Jung compusesse a mesa e se sentasse a seu lado. Em abril desse ano, Ernest Harms publicou um artigo cujo título era "Carl Gustav Jung – Defender of Freud and the Jews" na Psychiatric Quarterly.
Alguns dos seus mais devotados pupilos – Erich Neumann, Gerhard Adler, James Kirsch e Aniela Jaffé – eram judeus.

### Últimos dias

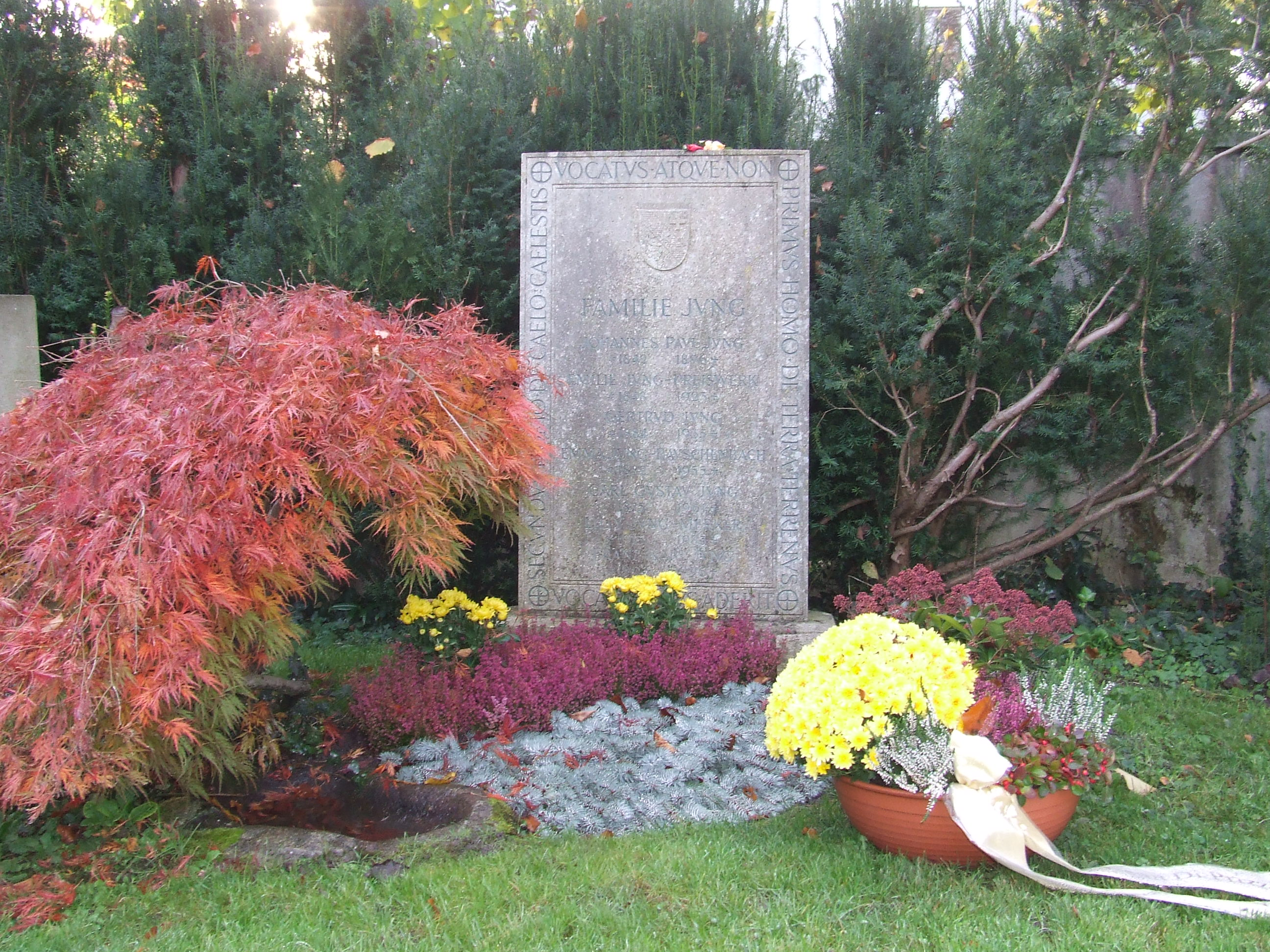
Túmulo da família Jung em Küsnacht, onde jazem os restos mortais de Carl Gustav e sua esposa Emma.

Carl Gustav Jung morreu a 6 de junho de 1961, aos 85 anos, em sua casa, nas margens do lago de Zurique, em Küsnacht, após uma longa vida produtiva, que marcou a antropologia, a sociologia e a psicologia, e também, em outros campos como a arte, a literatura e a mitologia. Encontra-se sepultado no Cemitério da Igreja Protestante, em Küsnacht, no cantão de Zurique, na Suíça. Jung sobreviveu à sua mulher, Emma, e à sua amante Toni Wolff.
Faleceu por volta das quatro horas, após uma curta enfermidade precedida por uma embolia e um acidente vascular cerebral. Ele estava lendo O Fenômeno Humano de Teilhard de Chardin. No momento de sua morte, um raio partiu a árvore onde ele costumava descansar. O jardineiro a curou.
Após os funerais na igreja Küsnacht, Jung foi enterrado no cemitério local. A laje traz o brasão da família Jung e, ao lado, os nomes do pai, mãe, irmã, Emma e Carl. Nos frisos superior e inferior a gravura: Vocatus adque non vocatus deus aderit (Evocado ou não evocado, Deus estará presente). Dos lados direito e esquerdo, a frase: Primus homo de terra terrenus. Secundus homo de caelo caelestis (O primeiro homem procede da terra e é terreno; o segundo homem procede do céu e é celeste).

## Legado

### A psicologia analítica

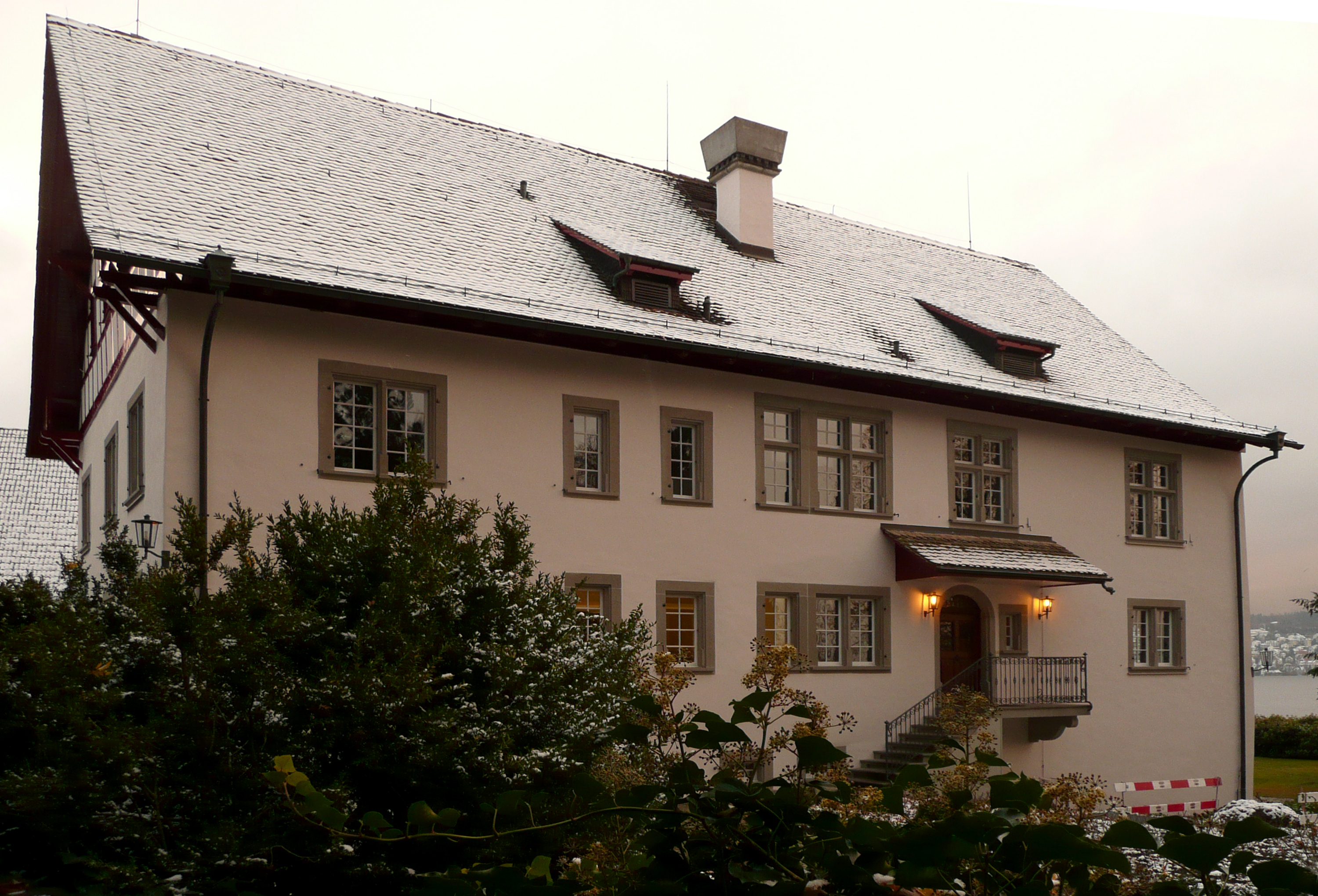
Instituto C. G. Jung em Zurique, na Suíça, fundado em 1948.

Anterior mesmo ao período em que estavam juntos, Jung começou a desenvolver um sistema teórico que chamou, originalmente, de "Psicologia dos Complexos", mais tarde chamando-o de "Psicologia Analítica", como resultado direto de seu contato prático com seus pacientes. O conceito de inconsciente já está bem sedimentado na sólida base psiquiátrica de Jung antes de seu contato pessoal com Freud, mas foi com Freud, real formulador do conceito em termos clínicos, que Jung pôde se basear para aprofundar seus próprios estudos. O contato entre os dois homens foi extremamente rico para ambos, durante o período de parceria entre eles. Aliás, foi Jung quem cunhou o termo e a noção básica de "complexo", que foi adotado por Freud.
Utilizando-se do conceito de "complexos" e do estudo dos sonhos e de desenhos, Jung passou a se dedicar profundamente aos meios pelos quais se expressa o inconsciente. Em sua teoria, enquanto o inconsciente pessoal consiste fundamentalmente de material reprimido e de complexos, o inconsciente coletivo é composto fundamentalmente de uma tendência para sensibilizar-se com certas imagens, ou melhor, símbolos que constelam sentimentos profundos de apelo universal, os arquétipos: da mesma forma que animais e homens parecem possuir atitudes inatas, chamadas de instintos ("fato" este negado por  correntes de ciências humanas, como por exemplo em antropologia o culturalismo de Franz Boas), também é provável que em nosso psiquismo exista um material psíquico com alguma analogia com os instintos.

#### Perspectiva

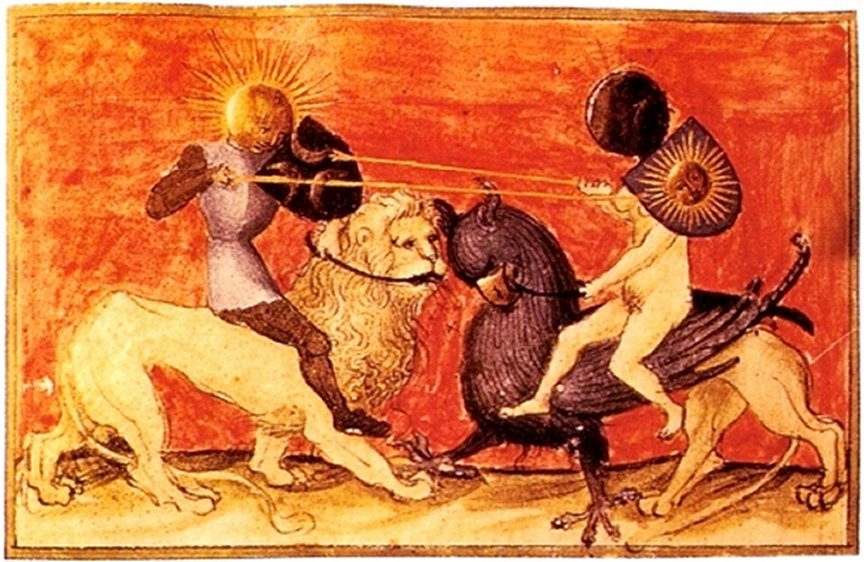
A "conjunção dos opostos", ou reunião dos contrários, representa a conjunção do consciente e do inconsciente. Gravura alquímica extraída do tratado Aurora consurgens, por volta de 1500, que foi analisado por Jung em relação ao tema dos opostos psíquicos em sua última grande obra, escrita aos 80 anos, Mysterium Coniunctionis (1955).

No plano teórico, o início da separação de Jung de Freud ocorreu quando o primeiro extrapolou o conceito de libido para além das questões puramente sexuais. A noção de libido utilizada pelo psiquiatra suíço referia-se antes a uma ideia de energia psíquica em abstrato, cuja origem e destino não eram exclusivamente sexuais, como analogia ao conceito científico de energia, transpondo a linguagem física de princípios como "conservação de energia" e "entropia". Jung tem sido prolífico em ter cunhado termos que já são típicos na psicanálise e na psicologia em geral, como: complexo (e mais especificamente: complexo de Electra), introversão e extroversão, inconsciente coletivo, arquétipo ou individuação.
Suas pesquisas muitas vezes se aventuraram em campos como religião (Psicologia e religião, 1937) ou alquimia (Psicologia e alquimia, 1944), aprofundando-se no estudo de conceitos como o inconsciente coletivo, arquétipo (como base para a existência de mitos universalmente repetidos) ou Si mesmo (entidade diferente do "self" em senso comum; o Self/Si mesmo de Jung se refere à integridade do sujeito e engloba tanto o consciente quanto o inconsciente). Ele também definiu os tipos básicos de introvertido e extrovertido. A heterodoxia desse autor lhe rendeu julgamentos conflitantes, que vão da indiferença à admiração.
Como mencionado, um conceito-chave em sua obra é o de inconsciente coletivo, que Jung considerava composto de arquétipos. Exemplos desses arquétipos são a persona, a sombra, a fera, a bruxa, o herói, o animus e a anima. Ele também identificou certas imagens específicas como arquetípicas, como as representações da mandala. Para desenvolver seu conceito de arquétipo, Jung inspirou-se na reiteração de motivos ou temas em várias mitologias das culturas mais remotas: ele acreditava ter encontrado temas comuns inconscientes, que a humanidade reiterava com apenas pequenas variações, dependendo das circunstâncias.
Nesse sentido, sua obra mostra um contraste com o ceticismo freudiano e a rejeição da religião. A ideia de Jung de que serve como um caminho prático para a individuação tem sido muito popular e ainda é abordada em alguns textos modernos sobre a psicologia da religião.

#### Os tipos psicológicos
Jung sentia que a ênfase da psicanálise nos fatores eróticos era um ponto de vista unilateral, uma visão reducionista da motivação humana e do seu comportamento. Ele propôs que a motivação do homem fosse entendida em termos de uma energia de vida criativa geral - a libido - capaz de ser investida em direções diferentes, assumindo grande variedade de formas. A libido corresponderia ao conceito de energia adotado na Física, a qual pode ser interpretada em termos de calor, eletricidade, motricidade etc. As duas direções principais da libido são conhecidas como extroversão (projetada no mundo exterior, nas outras pessoas e objetos) e introversão (dirigida para dentro do reino das imagens, das ideias, e do inconsciente). As pessoas em quem a primeira tendência direcional predomina são chamadas extrovertidas, e introvertidas aquelas em quem a segunda direção é mais forte.
A sua necessidade em criar uma tipologia psíquica decorreu da questão que nasceu em seu interior acerca de sua divergência com Freud e até com outros profissionais. Ele poderia, assim, ter perguntado: "Por que divirjo de Freud?". A resposta tomou forma na análise que fez das teorias psicológicas de seu mestre e de Adler, também um ex-discípulo de Freud. Para este, as neuroses derivavam de problemas com os instintos, para o outro do próprio ego, no seu sentimento de superioridade ou inferioridade. Um, portanto, extrovertido, e o outro introvertido. Jung também propôs que se poderia agrupar as pessoas de acordo com o seu maior desenvolvimento em uma das quatro funções psicológicas: pensamento, sentimento, sensação ou intuição. Transformações de libido de uma esfera de expressão para outra - por exemplo, de sexualidade para religião - são realizadas por símbolos que são gerados durante a mudança de personalidade.
A psicologia junguiana também merece outro destaque: o processo de individuação. Conforme Nise da Silveira (2006), todo ser tende a realizar o que existe nele, em germe, a crescer, a completar-se. Assim é para a semente do vegetal e para o embrião do animal. Assim é para o homem, embora o desenvolvimento de suas potencialidades seja impulsionado por forças instintivas inconscientes, isso adquire um caráter peculiar: o homem é capaz de tomar consciência desse desenvolvimento e de influenciá-lo. Precisamente no confronto do inconsciente com o consciente, no conflito como na colaboração entre ambos é que os diversos componentes da personalidade amadurecem e unem-se numa síntese, na realização de um indivíduo específico e inteiro. Essa confrontação "é o velho jogo do martelo e da bigorna: entre os dois, o homem, como o ferro, é forjado num todo indestrutível, num indivíduo. Isso, em termos toscos, é o que eu entendo por processo de individuação" (Jung).
O processo de individuação não consiste num desenvolvimento linear. É um movimento de circunvolução que conduz a um novo centro psíquico. Jung denominou esse centro de "Self" (si mesmo). Quando consciente e inconsciente vêm ordenar-se em torno do Self, a personalidade completa-se. O "Self" será o centro da personalidade total, como o ego é o centro do campo do consciente. O conceito junguiano de individuação tem sido, muitas vezes, deturpado. Entretanto, é claro e simples na sua essência: tendência instintiva a realizar plenamente potencialidades inatas. Mas, de fato, a psique humana é tão complexa, são de tal modo intrincados os componentes em jogo, tão variáveis as intervenções do ego consciente, tantas as vicissitudes que podem ocorrer, que o processo de totalização da personalidade não poderia jamais ser um caminho reto e curto, de chão bem batido. Ao contrário, será um percurso longo e difícil.

#### Política e Estado
Jung expressou a importância dos direitos individuais de cada pessoa em relação ao Estado e à sociedade. Ele percebia o Estado como sendo tratado como "uma quase personalidade viva da qual tudo se espera", mas que "na verdade nada mais é do que uma camuflagem para aqueles indivíduos que sabem manipulá-lo", e se referiu ao Estado como uma forma de escravidão. Do mesmo modo, pensava que "o Estado ditatorial tem, sobre a razão do cidadão, a vantagem de ter absorvido também as suas forças religiosas. O Estado passou a ocupar a posição de Deus", tornando-o comparável a uma religião em que "a escravidão do Estado é uma forma de culto". Jung observou que "atos encenados de Estado" eram comparáveis a manifestações religiosas: "Marchas musicais, bandeiras, faixas, desfiles e comícios de proporções monstruosas não diferem, em princípio, de procissões de oração, tiros de canhão e fogos de artifício para expulsar os demônios". Na perspectiva de Jung, essa substituição de Deus pelo Estado em uma sociedade de massa levou ao deslocamento da unidade religiosa e resultou no mesmo fanatismo Igreja-Estado da Idade Média, em que quanto mais "adorado" é o Estado, mais a liberdade e a moralidade são suprimidas; isso acaba deixando o indivíduo psiquicamente subdesenvolvido e com sentimentos extremos de marginalidade.

#### A psique objetiva

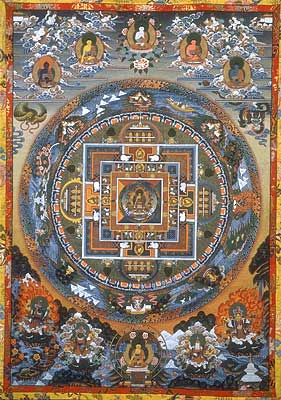
A mandala é, segundo Jung, a representação do arquétipo da totalidade.

Jung percebeu que a compreensão da criação de símbolos era crucial para o entendimento da natureza humana. Ele, então, explorou as correspondências entre os símbolos que surgem nas lutas da vida dos indivíduos e as imagens simbólicas religiosas subjacentes e sistemas mitológicos e mágicos de muitas culturas e eras. Graças à forte impressão que lhe causaram as muitas notáveis semelhanças dos símbolos, apesar de sua origem independente nas pessoas e nas culturas (muitos sonhos e desenhos de seus pacientes de variadas nacionalidades exprimiam temas mitológicos longínquos), ele sugeriu a existência de duas camadas da psique inconsciente: a pessoal e a coletiva. O inconsciente pessoal inclui conteúdos mentais adquiridos durante a vida do indivíduo que foram esquecidos ou reprimidos, enquanto o inconsciente coletivo é uma estrutura herdada comum a toda a humanidade composta dos arquétipos - predisposições inatas para experimentar e simbolizar situações humanas universais de diferentes maneiras. Há arquétipos que correspondem a várias situações, tais como as relações com os pais, o casamento, o nascimento dos filhos, o confronto com a morte. Uma elaboração altamente derivada destes arquétipos povoa todos os grandes sistemas mitológicos e religiosos do mundo.
Definida desta forma, no entanto, a psique objetiva não constitui um mecanismo capaz de justificar a ocorrência das sincronicidades, como um dos conceitos fundamentais da psicologia de Carl Gustav Jung. Por isso, ao longo de sua vida, Jung complexificou a noção de psique objetiva, ou inconsciente coletivo, ampliando-a ao ponto de que pudessem ser, nela incluídos, tanto arquétipos universais e conteúdos filogenéticos humanos, quanto criações mentais mais recentes. A psique objetiva tornou-se integrada à vida em todos os seus aspetos, dando conta dos muitos fenômenos integrativos da clínica psicológica, que antes careciam de uma formulação explicativa consistente.
Justamente por força da dificuldade de elaboração deste conceito, Jung acessou conhecimentos da física quântica de sua época, principalmente através de Pauli e Einstein, o que influenciou decisivamente o desenvolvimento posterior da psicologia analítica. O médico conheceu aspetos da teoria da relatividade e da física quântica, especialmente o princípio da incerteza, da complementaridade e da não localidade, por intermédio principalmente dos físicos Wolfgang Pauli e Albert Einstein, e foi informado das pesquisas em parapsicologia de Joseph Banks Rhine, na Universidade de Duke. Isso, associado a experiências pessoais e de seus pacientes, o levou a sugerir que as camadas mais profundas do inconsciente não dependem das leis de espaço, tempo e causalidade, produzindo fenômenos paranormais como a clarividência e a precognição, que passaram a ser estudados pela psicologia.
A estas correspondências entre acontecimentos interiores e exteriores por meio de um significado comum, ele deu o nome de sincronicidade, como estudada hoje no contexto da linha de pesquisa Física e Psicologia. Além disso, fatos ocorridos enquanto tratava seus clientes o fizeram crer que os acontecimentos se dispunham "de tal modo, como se fossem o sonho de uma 'consciência maior e mais abrangente, por nós desconhecida'".
Na qualidade de cientista altamente desapegado e desconfiado do favorecimento que se dá a certas verdades, para ele materialismo e ciência não eram sinônimos. O materialismo não passa do culto a um deus exteriormente concreto por meio da razão, um tipo de fé nos princípios limitadores das leis físicas. "A razão nos impõe limites muito estreitos e apenas nos convida a viver o conhecido". Para sermos realmente justos, convém recebermos igualmente os aspetos racionais e irracionais da vida. Assim foi o caso da paciente que apresentava uma forte resistência à terapia. A monotonia não escapava a nenhum dos dois, até o dia em que ela lhe relatou o sonho com um escaravelho dourado. Mal acabara de contar-lhe a trama, quando ouviram uma batida na vidraça. Jung, então, enxergou uma espécie de besouro de coloração dourada muito rara naquelas paragens e naquela estação do ano. Daí para diante, a análise deslanchou, ocasionando o renascimento daquela personalidade. Besouro e renascimento... um símbolo egípcio muito antigo.

#### Sincronicidade

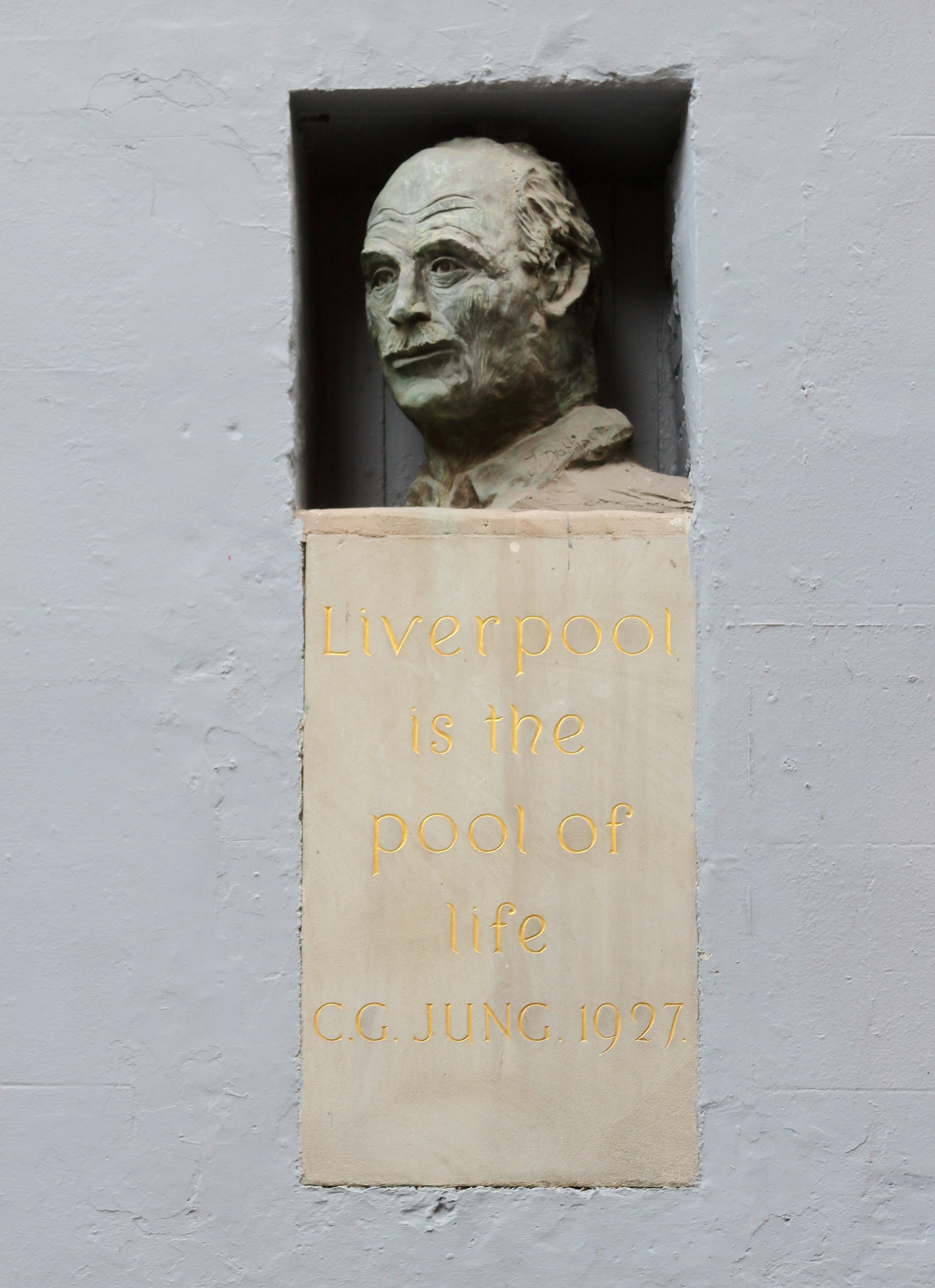
Estátua de Carl Jung em Liverpool.

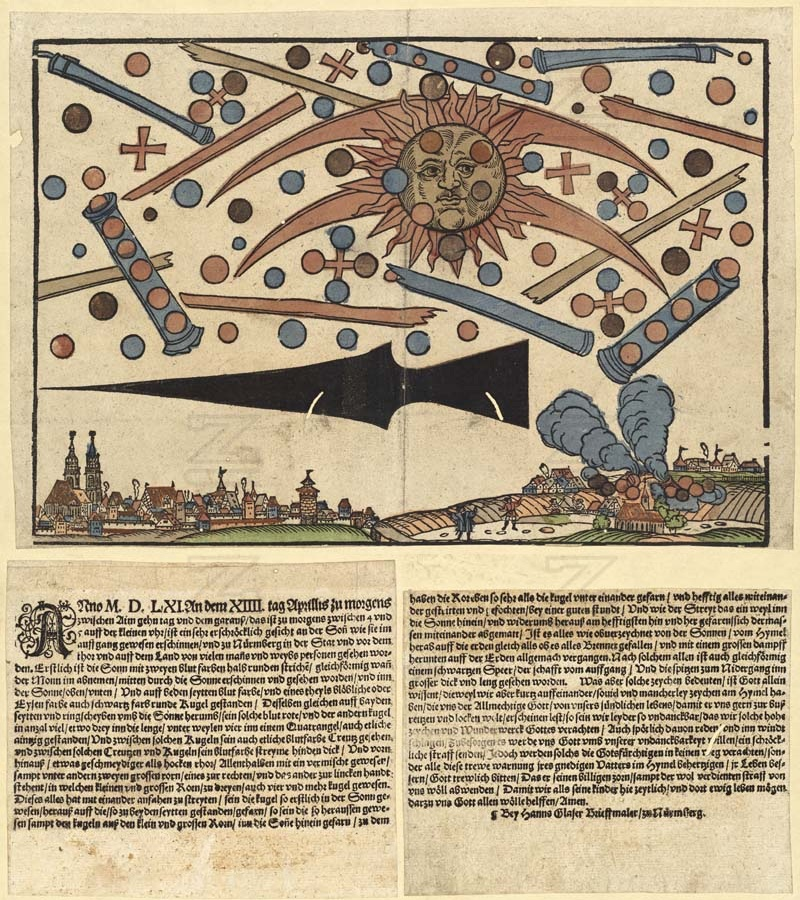
Jung popularizou a gravura medieval do fenômeno celeste de Nurembergue em 1561, divulgando a hipótese psicossocial sobre OVNIs em Um mito moderno sobre coisas vistas no céu (1958).

Jung tentou dar uma base científica a vários de seus postulados, embora em muitos casos não encontrasse os meios para alcançá-lo. O termo "sincronicidade" é uma tentativa de encontrar formas de explicação racional para fenômenos que a ciência de então não alcançava, fenômenos não causais que não podem ser explicados pela razão, porém são significativos para o indivíduo que os experimenta. A construção do conceito de sincronicidade surgiu da leitura que Jung fez de um grande número de obras sobre alquimia e o pensamento renascentista. Jung chegou a possuir grande quantidade de textos alquímicos originais, que o levaram também a usar a expressão Unus mundus em sua "autobiografia", e a ideia de anima mundi.
Juntamente a sua obra de mesmo nome sobre o assunto, foi publicada uma monografia de Wolfgang Pauli, "A influência das ideias arquetípicas nas teorias científicas de Kepler".

### Influência
A influência de Jung estendeu-se a importantes referências em diversos campos da cultura, do pintor Wifredo Lam ao filósofo Gaston Bachelard, passando pelos escritores Hermann Hesse (é evidente, por exemplo, na obra Demian deste último)., H. G. Wells (a quem ele chamou de seu "amigo" e a quem seu biógrafo Vincent Brome descreve diretamente como "junguiano", visível em suas obras Christina Alberta's Father and The World of William Clissold) e J. B. Priestley, o filólogo Ernst Robert Curtius, o psicólogo comportamental Hans Eysenck, o historiador das religiões Mircea Eliade e o mitógrafo e ensaísta Joseph Campbell, ambos reconhecidos devedores da concepção junguiana.
Por sua vez, merecem destaque os muitos cruzamentos e paralelos com o filósofo e psicólogo americano William James. Por outro lado, segundo Chester P. Michael, Jung teria declarado que o padre Henri Huvelin seria a pessoa que mais se aproximaria em toda a história de seus métodos de direção espiritual. Da mesma forma, ele foi inspirador e participante dos colóquios do Círculo Eranos.

#### Alcoólicos Anônimos
Jung passou a recomendar a espiritualidade como uma cura para o alcoolismo e é considerado como tendo desempenhado um papel indireto no estabelecimento de Alcoólicos Anônimos. Alguns, como Bill Willson, creditaram a ele um papel de liderança em sua fundação.
Jung uma vez teve um paciente americano chamado Rowland Hazard III, que sofria de alcoolismo crônico. Depois de tentar trabalhar com o paciente por algum tempo, Jung percebeu que não havia feito nenhum progresso significativo e disse ao homem que sua condição era desesperadora, exceto pela possibilidade de ter uma experiência espiritual. Jung havia considerado que tais experiências ocasionalmente serviram com sucesso para reformar alcoólatras em situações em que tudo o mais havia falhado. Hazard levou a sério o conselho de Jung e partiu para uma experiência espiritual. Ao retornar ao seu país natal, ele se tornou parte de um grupo de cristãos evangélicos conhecido como o Grupo Oxford. Ele, por sua vez, comunicou a outros alcoólicos o que Jung lhe dissera. Um deles era Ebby Thacher, um velho amigo alcoólatra de Bill Wilson, que mais tarde se tornaria conhecido como o fundador dos Alcoólicos Anônimos. Thacher contou a Wilson sobre o Grupo Oxford e, por meio dele, Wilson soube da experiência de Hazard com Jung. Dessa forma, a influência do suíço esteve presente indiretamente na formação do grupo, embora o programa de doze passos e o movimento em si não sejam junguianos.

### Cultura

#### Literatura
- Laurens van der Post, autor africâner que afirmou ter tido uma amizade de dezesseis anos com Jung que geraria uma série de livros e um filme sobre sua própria vida.[101]
- Hermann Hesse, autor de obras como Siddhartha e Steppenwolf, foi tratado pelo Dr. Joseph Lang, aluno de Jung. Isso iniciaria em Hesse um longo interesse pela psicanálise, através do qual ele conheceria Jung pessoalmente.[102]
- James Joyce em seu Finnegans Wake, pergunta se "A co-educação de animus e anima é totalmente desejável?" Sua resposta talvez esteja contida em seu verso "anama anamaba anamabapa". O livro também ridiculariza a psicologia analítica de Jung e a psicanálise de Freud referindo-se a "psoakoonaloose". Jung tinha sido incapaz de ajudar a filha de Joyce, Lucia, que Joyce afirmava ser "yung and easily freudened" (um trocadilho com "young and easily frightened", "jovem e facilmente assustada"). Lucia foi diagnosticada com esquizofrenia e acabou internada permanentemente.[103] Retrato do artista quando Jovem, de Joyce, pode ser lido como uma paródia irônica dos "quatro estágios do erotismo" de Jung.[104]
- O escritor argentino Jorge Luis Borges reconheceu: "Sempre fui um grande leitor de Jung... Li-o como uma espécie de mitologia, ou como uma espécie de museu ou enciclopédia de curiosos saberes". Borges deu uma contribuição significativa ao realismo mágico, um gênero de ficção latino-americana em que elementos fantásticos são misturados em uma atmosfera realista.[105]
- Miguel Serrano manteve correspondência e entrevistas com Jung, que recorda em O Círculo Hermético.[106][107][108][109]
- Frank Herbert estudou as obras de Jung e teve contato com anotações de aulas de Jung recolhidas pela psicóloga Irene Sattley, as quais ela havia frequentado. Conceitos junguianos foram incorporados na obra Duna.[110][111]
- Philip K. Dick sustentou que muitas de suas ideias e obras foram fortemente influenciadas pelos escritos de Jung. Durante sua adolescência, ele estava em tratamento com um analista junguiano.[112] Na década de 1950, ele adquiriu devotadamente as obras completas de Jung, publicadas pela editora Bollingen. Ele ficou particularmente impressionado com seus Sete Sermões aos Mortos, de inspiração gnóstica.[113] Os modelos e construções junguianas que mais afetaram Dick parecem ser os arquétipos do inconsciente coletivo, projeções e alucinações coletivas, experiências de sincronicidade e sua teoria da personalidade. Muitos dos protagonistas das obras de Dick analisam a realidade e suas próprias percepções em termos junguianos.[114] Outras vezes, o sujeito se refere a Jung tão claramente que a conexão é óbvia. Sua obra Exegese também contém muitas notas sobre Jung em relação à teologia e ao misticismo. Outra autora de ficção científica com reminiscências junguianas é Ursula K. Le Guin.[115]
- Influenciou fortemente a obra de Fernando Sánchez Dragó.[116][117][118]

#### Arte
- O pintor visionário suíço Peter Birkhäuser foi tratado por uma aluna de Jung, Marie-Louise von Franz, e se correspondeu com Jung sobre a tradução do simbolismo dos sonhos em obras de arte.[119]
- O expressionista abstrato americano Jackson Pollock experimentou a psicoterapia junguiana em 1939 com Joseph L. Henderson. Seu terapeuta tomou a decisão de envolvê-lo através de sua arte e fez Pollock fazer desenhos, o que levou ao aparecimento de muitos conceitos junguianos em suas pinturas.[120]
- As pintoras surrealistas Remedios Varo[121] e Leonora Carrington[122] exploraram e aprofundaram a obra de Jung.

#### Música
- Jung aparece na capa do álbum dos The Beatles Sgt. Pepper's Lonely Hearts Club Band na primeira fila, sétima da esquerda, entre W. C. Fields e Edgar Allan Poe.[123]
- Na capa do último álbum de The Police, Synchronicity, nomeado em referência à teoria de Jung, Sting é visto lendo um livro intitulado Synchronicity.[124] O próprio Sting afirma ter estudado psicologia junguiana e analisado a si mesmo.[125]
- O músico David Bowie se descreveu como junguiano em sua relação com os sonhos e o inconsciente.[126] Bowie cantou sobre Jung em seu álbum Aladdin Sane (um trocadilho com a palavra sanidade) e participou da exposição Red Book em Nova York com o artista Tony Oursler, que descreveu Bowie como "... lendo e falando sobre o psicanalista com paixão". A música de Bowie de 1967 "Shadow Man" encapsula poeticamente um conceito chave junguiano, enquanto em 1987 Bowie descreveu os candelabros de cristal em Never Let Me Down como figuras maternas junguianas em torno das quais ele não apenas ancorou uma turnê mundial, mas também criou uma enorme efígie no palco.[127]
- A música de Peter Gabriel "Rhythm of the Heat" (Security, 1982), trata da visita de Jung à África durante a qual ele se juntou a um grupo de bateristas e dançarinos tribais, ficando dominado pelo medo de perder o controle de si mesmo. Naquela época, Jung estava explorando o conceito de inconsciente coletivo e temia que ele ficasse sob o controle da música. Gabriel aprendeu sobre a viagem de Jung à África no ensaio Símbolos e a Interpretação dos Sonhos. Na música, Gabriel tenta capturar os sentimentos poderosos da música tribal africana evocados em Jung através de um uso intenso de tambores tribais. O título original da música era "Jung in Africa".[128]
- O álbum Map of the Soul: Persona da banda sul-coreana BTS é baseado no trabalho do analista junguiano Murray Stein Jung: O Mapa da Alma, que fornece os princípios básicos da psicologia analítica de Jung.[129] O álbum inclui uma música introdutória intitulada Persona rimada pelo líder do grupo RM, que faz a pergunta 'quem sou eu?', confrontando várias versões de si mesmo com termos como "persona", " sombra " e "Si mesmo" às teorias de Jung.[130] Em 21 de fevereiro de 2020, a banda lançou Map of the Soul: 7, que foca especificamente na “sombra” e no “Si mesmo”.[131][132]

#### Cinema e televisão
- O cineasta italiano Federico Fellini, um dos mais reconhecidos no cinema de arte, trouxe para a tela um imaginário exuberante forjado graças ao seu encontro com as ideias de Jung, especialmente sua interpretação dos sonhos. Fellini preferiu Jung a Freud porque a psicologia analítica definia o sonho não como um sintoma de uma doença que requer cura, mas sim como um vínculo com imagens arquetípicas comuns a toda a humanidade.[133][134][135]
- Diferentes programas de televisão foram dedicados a Jung; por exemplo, em 1959 John Freeman entrevistou Jung para a BBC em sua casa em Zurique,[136] e em 1984, uma edição do documentário da BBC Sea of Faith foi dedicada a ele.
- Em 1991, Carlo Lizzani, um dos primeiros representantes do neorrealismo, trouxe à tela pela primeira vez um caso narrado por Jung em sua "autobiografia", baseado em um roteiro de Francesca Archibugi. O filme Cattiva descreve a história de Emilia Schmidt (Giuliana De Sio), uma rica e atraente senhora suíça que sofre de suspeita de esquizofrenia, que está internada no hospital psiquiátrico Burghölzli, onde um jovem médico Jung (Julian Sands), ainda sob a proteção de Freud, a liberta de um complexo de culpa dilacerante e injustificado nascido como resultado da morte de sua filha.[137]
- Em 2002, Roberto Faenza dirigiu o filme Prendimi l'anima (Jornada da Alma), no qual reconstrói a história da relação entre Jung (Iain Glen) e Sabina Spielrein (Emilia Fox), uma judia russa de 19 anos que está internada no Burghölzli Clínica Psiquiátrica em 1904 com uma neurose complexa (Jung escreverá a Freud em março de 1909), e que tratará com sucesso em poucos meses com novos procedimentos terapêuticos ( método associativo e psicogalvanômetro).[138]
- Em 2011, o diretor de cinema David Cronenberg lançou Um Método Perigoso, a adaptação cinematográfica de uma peça de 2002 de Christopher Hampton. Sua trama gira em torno das relações profissionais e afetivas entre Sabina Spielrein (Keira Knightley), Carl Gustav Jung (Michael Fassbender) e Sigmund Freud (Viggo Mortensen).[139]
- A série de televisão The Man in the High Castle, baseada no romance homônimo de Philip K. Dick, inclui tanto alusões diretas a Jung (citadas, por exemplo, pelo próprio "homem no castelo", Stephen Root, quanto aludidas pela interpretação de Jeffrey Nordling como Dr. Daniel Ryan, analista junguiano, que por sua vez trata Helen Smith, referindo-se à paciente de Théodore Flournoy, Hélène Smith, que influenciou Jung) como indireta por meio de concepções que permeiam toda a peça: animus, transferência, sincronicidade, I Ching, visões ou a relação entre psique e matéria em alguns viajantes interdimensionais: Nobusuke Tagomi (Cary-Hiroyuki Tagawa), Juliana Crain (Alexa Davalos).[140][141]
- Soul, filme de animação da Pixar de 2020 inclui breves aparições de Jung como um personagem de desenho animado etéreo, "Soul Carl Jung".[142]

## Breve biografia em tópicos

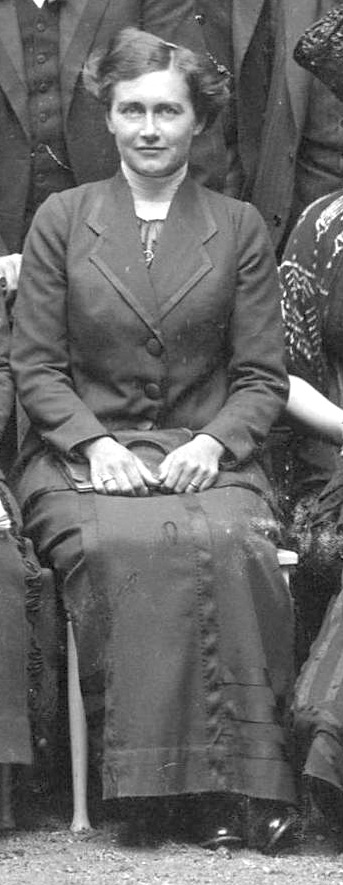
Emma Jung em 1911.

- 1875: Nasce na Suíça, a 26 de julho, filho de um pastor;
- 1895 - 1900: Estuda medicina na Universidade de Basileia;
- 1900: É assistente de Eugen Bleuler, médico-chefe do Burghölzli (hospital psiquiátrico) em Zurique;
- 1902: Tese de doutoramento: "Sobre a psicologia e a patologia dos fenômenos ditos ocultos";
- 1903: Casa-se com Emma. Desta união nascem cinco filhos;
- 1905 - 1909: Chefe de clínica no Burghölzli;
- 1905 - 1913: Professor na Faculdade de Medicina de Zurique; aulas de psicologia e psiconeuroses;
- 1907: "Psicologia da Demência Precoce"; encontro com Freud;
- 1908: I Congresso Internacional de Psicanálise;
- 1909: Abertura de clínica particular;
- 1910 - 1914: Primeiro presidente da Associação Psicanalítica Internacional;
- 1913: Jung dá o nome à sua psicologia de "Psicologia Analítica"; demissão de seu posto de ensino na Universidade de Zurique;
- 1914: Conferências em Londres e Aberdeen; é mobilizado para o serviço de saúde;
- 1916: "Sete Sermões aos Mortos" e "A Função Transcendente"; estudo sobre os gnósticos;
- 1918 - 1919: Comandante do campo de internação de Soldados ingleses; pintura de mandalas;
- 1921: Publicação de "Tipos Psicológicos";
- 1923: Construção da torre perto do lago de Zurique; Jung trava amizade com Richard Wilhelm (tradutor do "I Ching - O Livro das Mutações");
- 1924 - 1925: Visita aos índios Pueblo do Novo México (Estados Unidos);
- 1925 - 1926: Expedição a Uganda, ao Quênia, às margens do Nilo; visita aos Elgonys no Monte Elgon;
- 1928: "O Eu e o Inconsciente";
- 1929: Comentário de "O Segredo da Flor de Ouro";
- 1932: Prêmio de literatura em Zurique;
- 1933: Viagem ao Egito e Palestina;
- 1934: Presidente da Sociedade Médica Geral para Psicoterapia;
- 1936: Doutor "honoris causa" em Harvard (Massachusetts);
- 1938: Viagem à Índia, a convite do governo britânico; presidente do Congresso Internacional de Psicoterapia, em Oxford; membro da Real Sociedade de Medicina;
- 1940: "Psicologia e Religião";
- 1944: Nomeação para a cátedra de Psicologia da Faculdade de Medicina de Basileia; "Psicologia e Alquimia";
- 1945: Doutor "honoris causa" da Universidade de Genebra;
- 1948: Inauguração do Instituto C. G. Jung em Zurique;
- 1951: "Aion";
- 1952: "Sincronicidade" e "Resposta a Jó";
- 1955: Morte de sua mulher a 27 de novembro;
- 1955 - 1956: "Mysterium Conjunctionis";
- 1957: Começo da redação de "Memórias, Sonhos e Reflexões", com Aniela Jaffé; entrevista na TV para a BBC;
- 1961: Termina, dez dias antes de morrer, um ensaio para "O Homem e Seus Símbolos"; morre a 6 de junho.

## Obras
Abaixo, a Obra Completa de C. G. Jung, lançada no Brasil pela editora Vozes:
- Volume 1: Estudos psiquiátricos.
- Volume 2: Estudos experimentais.
- Volume 3: Psicogênese das doenças mentais.
- Volume 4: Freud e a psicanálise.
- Volume 5: Símbolos da transformação.
- Volume 6: Tipos Psicológicos.
- Volume 7/1: Psicologia do inconsciente.
- Volume 7/2: O eu e o inconsciente.
- Volume 8/1: A energia psíquica.
- Volume 8/2: A natureza da psique
- Volume 8/3: Sincronicidade.
- Volume 9/1: Os arquétipos e o inconsciente coletivo.
- Volume 9/2: Aion - Estudo sobre o simbolismo do si-mesmo.
- Volume 10/1: Presente e futuro.
- Volume 10/2: Aspectos do drama contemporâneo.
- Volume 10/3: Civilização em transição.
- Volume 10/4: Um mito moderno sobre coisas vistas no céu.
- Volume 11/1: Psicologia e religião.
- Volume 11/2: Interpretação psicológica do Dogma da Trindade.
- Volume 11/3: O símbolo da transformação na missa.
- Volume 11/4: Resposta a Jó.
- Volume 11/5: Psicologia e religião oriental.
- Volume 11/6: Escritos diversos.
- Volume 12: Psicologia e alquimia.
- Volume 13: Estudos alquímicos.
- Volume 14/1: Mysterium Coniunctionis - Os componentes da Coniunctio; Paradoxa; As personificações dos opostos.
- Volume 14/2: Mysterium Coniunctionis - Rex e Regina; Adão e Eva; A Conjunção.
- Volume 14/3: Mysterium Coniunctionis - Epílogo; Aurora Consurgens.
- Volume 15: O espírito na arte e na ciência.
- Volume 16/1: A prática da psicoterapia.
- Volume 16/2: Ab-reação, análise dos sonhos, transferência.
- Volume 17: O desenvolvimento da personalidade.
- Volume 18/1: A vida simbólica.
- Volume 18/2: A vida simbólica.
- Cartas de Carl Gustav Jung.
- O Homem e Seus Símbolos. Obra para leigos, organizada por Jung e escrita por ele e seus colaboradores, com artigos de Aniella Jaffé, Marie-Louise von Franz e outros.
- O Segredo da Flor de Ouro: Um Livro de Vida Chinesa.
- Memórias, Sonhos e Reflexões. "Autobiografia" escrita em conjunto com Aniela Jaffé.
- O Livro Vermelho.

## Alguns termos empregados por Jung na descrição da psique
| Alma                   | Amplificação                           | Análise               |
| Anima                  | Animus                                 | Arquétipo             |
| Circum-ambulação       | Compensação                            | Complexo              |
| Consciência            | Desintegração                          | Diferenciação         |
| Dissociação            | Ego                                    | Extroversão           |
| Fantasia passiva       | Função auxiliar                        | Função inferior       |
| Função Intuição        | Função Pensamento                      | Função Sensação       |
| Função Sentimento      | Função superior                        | Função transcendente  |
| Funções da consciência | Imaginação Ativa                       | Inconsciente coletivo |
| Inconsciente pessoal   | Individuação                           | Inflação              |
| Instinto               | Integração                             | Introversão           |
| Libido                 | Personalidade maná                     | Mandala               |
| Método redutivo        | Método sintético (construtivo)         | Mito                  |
| Neurose                | Numinoso                               | Opostos               |
| Participação Mística   | Perda da alma                          | Persona               |
| Personificação         | Ponto de vista prospectivo (finalista) | Possessão             |
| Projeção               | Projeção                               | Psicoide              |
| Psicologia Analítica   | Psicose                                | Psique                |
| Psique objetiva        | Puer Aeternus                          | Realidade psíquica    |
| Regressão              | Sacrifício                             | Self (Si-mesmo)       |
| Significado            | Símbolo                                | Sincronicidade        |
| Sombra                 | Sonhos                                 | Tipos psicológicos    |
| Totalidade             | Transformação                          | Unus Mundus           |